# بونوبو
بونوبو (الاسم العلمي: Pan paniscus)، (بالإنجليزية: Bonobo)‏ وكان يسمى حتى وقت قريب بالشمبانزي القزم (بالإنجليزية: Pygmy Chimpanzee)‏ وأحياناً، القزم أو شمبانزي گراسيل Gracile Chimpanzee، هو نوع من القردة العليا وأحد نوعين يكونا جنس البَعَام. النوع الآخر في جنس Pan هو Pan troglodytes، أو الشمبانزي الشائع. وبالرغم من أن الاسم «شمبانزي» يستخدم أحياناً للإشارة إلى كلا النوعين معاً، إلا أنه عادة ما يـُفهم على أنه إشارة إلى الشمبانزي الشائع.
يعتبر قرد البونوبو أقرب القرود من الإنسان، حيث يشترك معه في الجينات بنسبة 99%.

## علم أصل الكلمة
كان البونوبو يُعرف سابقًا باسم "الشمبانزي القزم"، على الرغم من امتلاك البونوبو لحجم جسم مماثل للشمبانزي الشائع. أطلق عالم الحيوان الألماني إرنست شوارتز اسم "الأقزام" في عام 1929، الذي صنف الأنواع على أساس جمجمة البونوبو التي سبق تسميتها تسمية خاطئة، مشيرًا إلى حجمها الصغير مقارنةً بجماجم الشمبانزي. 
ظهر اسم "بونوبو" أول مرة في عام 1954، عندما اقترحه عالم الحيوان النمساوي إدوارد بول تراتز وعالم الأحياء الألماني هاينز هيك كمصطلح عام جديد ومنفصل للشمبانزي الأقزام. يُعتقد أن الاسم مشتق من خطأ إملائي في صندوق شحن من بلدة بولوبو على نهر الكونغو بالقرب من الموقع الذي جمعت منه عينات البونوبو الأولى في عشرينيات القرن الماضي. 

## التصنيف
جرى التعرف على البونوبو أول مرة كصنف مميز في عام 1928 من قبل عالم التشريح الألماني إرنست شوارتز، بناءً على جمجمة في متحف ترفورين في بلجيكا والتي صُنفت سابقًا بأنها شمبانزي صغير "بان تروجلوديتس" نشر شوارتز النتائج التي توصل إليها في عام 1929، حيث صنف البونوبو على أنه نوع فرعي من الشمبانزي، بان ساتيرس بانيثكوس.  في عام 1933، قام عالم التشريح الأمريكي هارولد كوليدج برفعه إلى مرتبة النوع.  نُوقشت الاختلافات السلوكية الرئيسية بين قرود البونوبو والشمبانزي أول مرة بالتفصيل بواسطة تراتز وهيك في أوائل الخمسينيات من القرن الماضي. غير مدرك لأي تمييز تصنيفي مع الشمبانزي الشائع، لاحظ عالم النفس الأمريكي وعالم الرئيسيات روبرت يركس بالفعل اختلافًا سلوكيًا كبيرًا غير متوقع في عشرينيات القرن العشرين.
البونوبو والشمبانزي هما النوعان اللذان يشكلان جنس بان، وهما أقرب الأقارب الأحياء للإنسان (هومو سبينس). 
وفقًا للدراسات التي نشرها باحثون في جامعة جورج واشنطن في عام 2017، فإن قرود البونوب، جنبًا إلى جنب مع الشمبانزي العادي، انفصلت عن الخط البشري منذ حوالي 8 ملايين سنة. علاوة على ذلك، انفصلت قرود البونوبو عن خط الشمبانزي الشائع منذ حوالي مليوني سنة. 
ومع ذلك، فإن التوقيت الدقيق لـ بان - هومو سلف مشترك آخر مثير للجدل، لكن مقارنة الحمض النووي تشير إلى التزاوج المستمر بين مجموعات بان و هومو، ما بعد الاختلاف، حتى حوالي 4 ملايين سنة مضت.  تشير أدلة الحمض النووي إلى أن قرود البونوبو وأنواع الشمبانزي الشائعة تباعدت منذ حوالي 890،000-860،000 سنة بسبب انفصال هاتين المجموعتين ربما بسبب التحمض وانتشار السافانا في هذا الوقت. حاليًا، يُفصل هذين النوعين عن طريق نهر الكونغو، والذي كان موجودًا قبل وقت طويل من تاريخ الاختلاف، على الرغم من أن أسلاف Pan ربما يكون قد انتشر عبر النهر باستخدام ممرات لم تعد موجودة. أُبلغ عن أول أحافير بان في عام 2005 من العصر البليستوسيني الأوسط (بعد انقسام البونوبو والشمبانزي) في كينيا، جنبًا إلى جنب معأحافير الإنسان المبكرة.
نسب أجسام البونوبو تشبه إلى حد كبير تلك الخاصة بأسترالوبيثكس،  عالم الأحياء التطوري الرائد جيريمي جريفيث ليقترح أن قرود البونوبو قد تكون مثالًا حيًا لأسلافنا البشريين البعيدين. طبقًا لعلماء الأنثروبولوجيا الأستراليين جاري كلارك وماسيج هينبيرج، فإن أسلاف البشر مروا بمرحلة شبيهة ببونوبو تتميز بتقليل العدوانية والتغيرات التشريحية المرتبطة بها، والتي تجسد في آرديبيثيكوس راميديس. 
صدر أول منشور رسمي لتسلسل وتجميع جينوم البونوبو في يونيو 2012. أُدع جينوم أنثى البونوبو من حديقة حيوان لايبزيغ في التعاون الدولي لقاعدة بيانات تسلسل النيوكليوتيدات (DDBJ / EMBL / GenBank) تحت رقم انضمام EMBL AJFE01000000 بعد تحليل سابق أجراه المعهد القومي لبحوث الجينوم البشري أكد أن جينوم البونوبو يختلف بنحو 0.4٪ عن جينوم الشمبانزي. 

## الوصف
يعتبر البونوبو أكثر رشاقة من الشمبانزي الشائع. على الرغم من أن ذكر الشمبانزي الكبير يمكن أن يتجاوز أي بونوبو في الحجم والوزن، فإن النوعين يتداخلان على نطاق واسع في حجم الجسم. أنثى البونوبو البالغة أصغر إلى حد ما من الذكور البالغين. تتراوح كتلة الجسم من 34 إلى 60 كجم (75 إلى 132 رطلاً) بمتوسط وزن 45 كجم (99 رطلاً) عند الذكور مقابل متوسط 33 كجم (73 رطلاً) للإناث.  يبلغ الطول الإجمالي لحيوانات البونوبو (من الأنف إلى الردف بينما في الأربع) 70 إلى 83 سم (28 إلى 33 بوصة).  يبلغ متوسط ذكور البونوبو 119 سم (3.90 قدمًا) عند الوقوف منتصبة، مقارنة بـ 111 سم (3.64 قدم) للإناث. رأس البونوبو أصغر نسبيًا من رأس الشمبانزي الشائع مع حواف جبين أقل بروزًا فوق العينين. وجهها أسود مع شفاه وردية وأذنان صغيرتان وفتحات أنف عريضة وشعر طويل على رأسها يشكل فراقًا. تمتلك الإناث ثديًا بارزًا بروزًا طفيفًا، على عكس الثدي المسطح لإناث القردة الأخرى، على الرغم من أنها ليست بارزة مثل تلك الموجودة لدى البشر. يمتلك البونوبو أيضًا الجزء العلوي من الجسم النحيف والأكتاف الضيقة والرقبة الرفيعة والأرجل الطويلة مقارنة بالشمبانزي الشائع.
البونوبو أرضية وشجرية على حد سواء. تتميز معظم الحركات الأرضية بالمشي الرباعي. سُجّل المشي على قدمين على أنه أقل من 1٪ من الحركة الأرضية في البرية، وهو رقم يتناقص مع التعود،  بينما يوجد تباين واسع في الأسر. لوحظ المشي على قدمين في الأسر، كنسبة مئوية من نوبات الحركة على قدمين بالإضافة إلى نوبات الحركة الرباعية، من 3.9٪ للنوبات العفوية إلى ما يقرب من 19٪ عند توفير طعام وفير. هذه الخصائص الجسدية ووضعية البونوبو تعطي البونوبو مظهرًا أقرب إلى مظهر البشر من الشمبانزي الشائع. يمتلك البونوبو أيضًا ملامح وجه مميزة للغاية، كما يفعل البشر، بحيث يبدو فردًا مختلفًا اختلفاًا كبيرًا عن الآخر، وهي خاصية تتكيف مع التعرف البصري على الوجه في التفاعل الاجتماعي.
أظهر التحليل متعدد المتغيرات أن قرود البونوبو أكثر استعارة من الشمبانزي الشائع، مع مراعاة ميزات مثل طول جذع البونوبو الطويل نسبيًا. طعن باحثون آخرون في هذا الاستنتاج. 

## السلوك

### عام

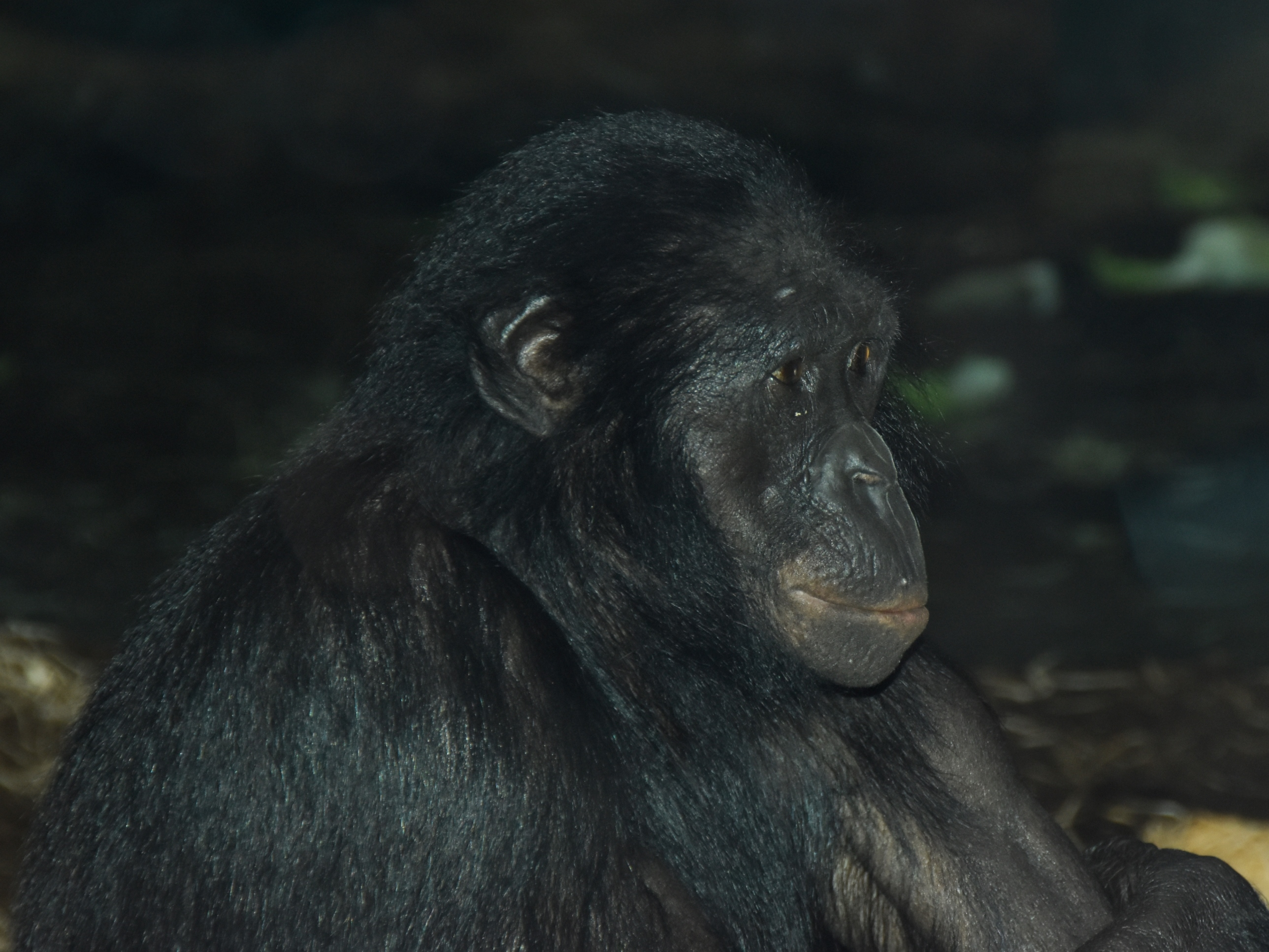
بونوبو.

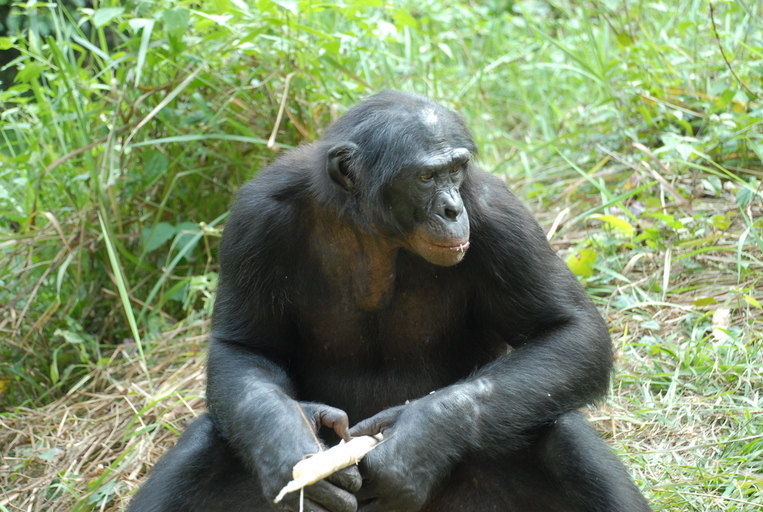
بونوبو يمسك قصبة.

يقول عالم الرئيسيات فرانس دي وال إن البونوبو قادرون على الإيثار، والرحمة، والتعاطف، واللطف، والصبر، والحساسية،  ووصف "مجتمع البونوبو" بأنه " مجتمع نسائي ". قام علماء الرئيسيات الذين درسوا قرود البونوبو في البرية بتوثيق مجموعة واسعة من السلوكيات، بما في ذلك السلوك العدواني والسلوك الجنسي الدوري الأكثر تشابهًا مع الشمبانزي، على الرغم من أن قرود البونوبو تظهر سلوكًا جنسيًا أكثر في مجموعة متنوعة من العلاقات. يؤكد تحليل الترابط الأنثوي بين قرود البونوبو البرية بواسطة تاكيشي فورويتشي على النشاط الجنسي الأنثوي ويظهر كيف تقضي إناث البونوبو وقتًا أطول بكثير في الشبقمن أنثى الشمبانزي. 
جادل بعض علماء الرئيسيات بأن بيانات دي وال تعكس فقط سلوك قرود البونوبو الأسيرة، مما يشير إلى أن قرود البونوبو البرية تظهر مستويات من العدوانية أقرب إلى ما هو موجود بين الشمبانزي. رد دي وال أن التباين في المزاج بين قرود البونوبو والشمبانزي الذي لوحظ في الأسر له معنى، لأنه يتحكم في تأثير البيئة. يتصرف النوعان تصرفًا مختلف تمامًا حتى لو احتُفظ بهما في ظروف متطابقة. وجدت دراسة أجريت عام 2014 أن قرود البونوبو أقل عدوانية من الشمبانزي، وخاصة الشمبانزي الشرقي. جادل المؤلفون بأن الهدوء النسبي للشمبانزي الغربي والبونوبو يرجع في المقام الأول إلى العوامل البيئية.  البونوبو يحذر بعضهم بعضًا من الخطر بكفاءة أقل من الشمبانزي في نفس الموقف.

### السلوك الاجتماعي

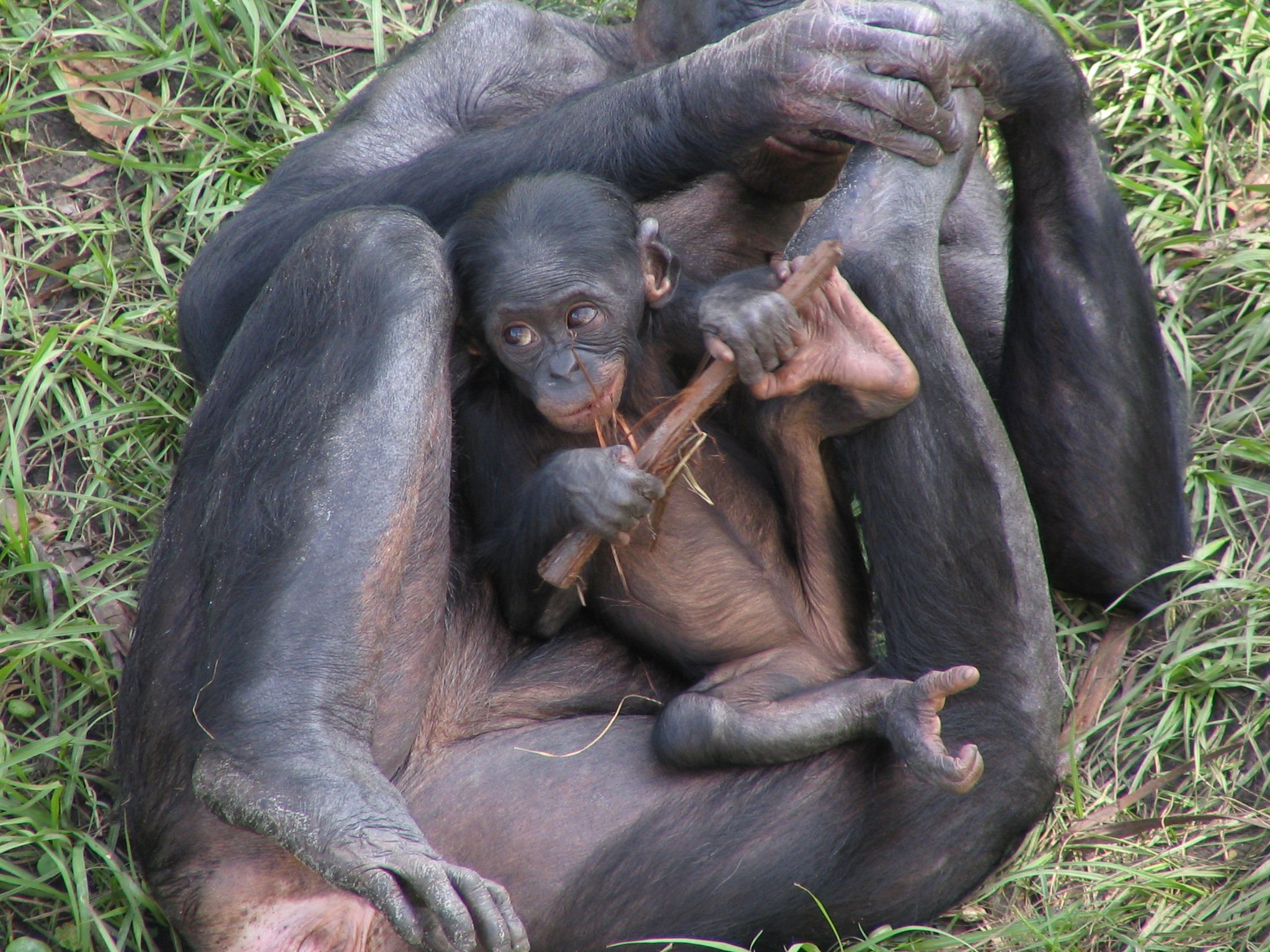
بونوبو وابنه يجلس علي قدمه.

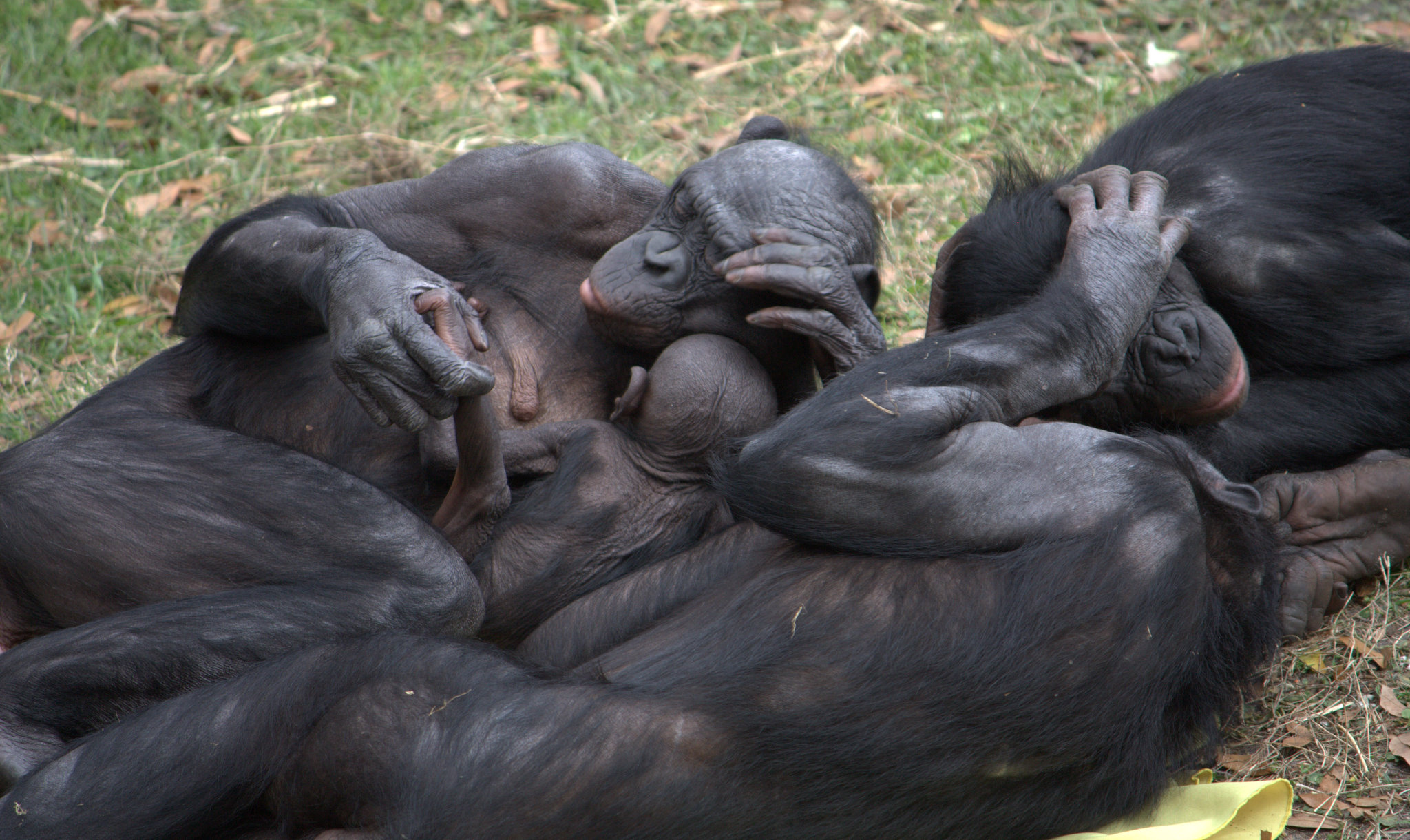
أسرة من البونوبو يجلسون علي الأرض.

تعتبر البونوبو غير عادية بين القردة بسبب بنيتها الاجتماعية الأمومية (يؤدي التداخل الواسع بين التسلسل الهرمي للذكور والإناث إلى الإشارة إليها على أنها متوازنة بين الجنسين في هيكل سلطتها). لا تملك البونوبو منطقة محددة وستسافر المجتمعات على نطاق واسع. بسبب الطبيعة البدوية للإناث والطعام الموزع بالتساوي في بيئتهم، لا يكتسب الذكور أي مزايا واضحة من خلال تكوين تحالفات مع ذكور آخرين، أو من خلال الدفاع عن مجموعة منزلية، كما تفعل الشمبانزي. تمتلك إناث البونوبو أنيابًا أكثر حدة من إناث الشمبانزي، مما يعزز مكانتها في المجموعة.  على الرغم من أن ذكر البونوبو يسيطر على الأنثى في تفاعل ثنائي، اعتمادًا على المجتمع، قد تكون الإناث المرتبطات اجتماعيًا مهيمنة مع الذكور  أو مسيطرة عليهم، حتى إلى الحد الذي يمكن للإناث فيه إجبار الذكور المترددين على التزاوج معهم. 
في أعلى الهرم، يوجد تحالف من الإناث والذكور رفيعي المستوى يرأسه عادةً أمهات عجوز وذات خبرة  الذي يعمل كصانع القرار وقائد المجموعة. عادةً ما تكسب أنثى البونوبو رتبتها من خلال الخبرة والعمر والقدرة على إقامة تحالفات مع الإناث الأخريات في مجموعتهن، بدلاً من الترهيب الجسدي، وستحمي الإناث ذوات الرتب العالية المهاجرات من مضايقات الذكور.  بينما يُطلق على قرود البونوبو غالبًا اسم الأم، وبينما تهيمن أنثى على كل مجتمع، سيظل بعض الذكور يحصلون على مرتبة عالية ويعملون كشركاء في الائتلاف مع أنثى ألفا، [54 في كثير من الأحيان أخذ زمام المبادرة في تنسيق الحركات الجماعية. قد يتفوق هؤلاء الذكور ليس فقط على الذكور الآخرين في المجموعة، ولكن أيضًا على العديد من الإناث.  يقوم بعض الذكور بتنبيه المجموعة إلى أي تهديدات محتملة، مما يحمي المجموعة من الحيوانات المفترسة مثل الثعابين والنمور. 
المواجهات العدوانية بين الذكور والإناث نادرة، والذكور متسامحون مع الرضع والأحداث. يستمد الذكر مكانته من مكانة والدته.  غالبًا ما تظل الرابطة بين الأم والابن قوية ومستمرة طوال الحياة. في حين أن التسلسلات الهرمية الاجتماعية موجودة، وعلى الرغم من أن ابن أنثى ذات مرتبة عالية قد يتفوق على أنثى أقل، إلا أن المرتبة تلعب دورًا أقل بروزًا من مجتمعات الرئيسيات الأخرى.  غالبًا ما تكون العلاقات بين المجتمعات المختلفة إيجابية وقائمة على الانتساب، كما أن قرود البونوبو ليست من الأنواع الإقليمية.  سيتشارك البونوبو أيضًا في الطعام مع الآخرين، حتى الغرباء من غير الأقارب.  يُظهر البونوبو ازدواجية الشكل (الحفاظ على الخصائص الجسدية والسلوكيات الطفولية)، الذي يمنع العدوان منعًا كبيرًا ويمكّن قرود البونوبو غير المألوفة من الاختلاط والتعاون بحرية مع بعضها البعض. 
ينخرط الذكور في صداقات طويلة مع الإناث، وفي المقابل، تفضل إناث البونوبو الارتباط بالذكور الذين يحترمونهم ويسهلون التعامل معهم والتزاوج معهم. نظرًا لأن أنثى البونوبو يمكن أن تستخدم التحالفات لصد الذكور القسرية والمستبدة واختيار الذكور في وقت فراغهم، فإنها تُظهر تفضيلًا للذكور غير العدوانيين تجاهها. 
تفقد قرود البونوبو المسنة خطها المرحة وتصبح أكثر تهيجًا بشكل ملحوظ في الشيخوخة. كلا الجنسين لهما نفس المستوى من العدوانية. 
تعيش البونوبو في مجتمع محبوب للذكور حيث تهاجر الإناث إلى مجتمعات جديدة بينما يظل الذكور في فرقة الولادة. ومع ذلك، فليس من المستغرب تمامًا أن ينتقل الذكور من حين لآخر إلى مجموعات جديدة.  بالإضافة إلى ذلك، قد تبقى الإناث اللواتي لديهن أمهات قويات في عشيرتهن المولودة. 
التحالفات بين الذكور ضعيفة التطور في معظم مجتمعات البونوبو، بينما تشكل الإناث تحالفات مع بعضها البعض وتحدث تحالفات بين الذكور والإناث، بما في ذلك حفلات الصيد متعددة الجنسين.  هناك حالة مؤكدة لبونوبو ذكر بالغ يتبنى شقيقه الرضيع اليتيم. 
ستدعم بونوبو الأم ابنها البالغ في النزاعات مع الذكور الآخرين وتساعده على تأمين علاقات أفضل مع الإناث الأخريات، مما يعزز فرصتها في كسب الأحفاد منه.  ستتخذ حتى إجراءات مثل التدخل الجسدي لمنع الذكور الآخرين من التكاثر مع إناث معينة تريد أن يتزاوج ابنها معها.  على الرغم من أن الأمهات يلعبن دورًا في مساعدة أبنائهن، والتسلسل الهرمي بين الذكور ينعكس إلى حد كبير من خلال الوضع الاجتماعي لأمهاتهم، إلا أن بعض الذكور غير الأم ما زالوا يسيطرون بنجاح على بعض الذكور الذين لديهم أمهات. 
كما لوحظت إناث البونوبو وهي ترعى أطفالاً من خارج مجتمعها الأصلي. 

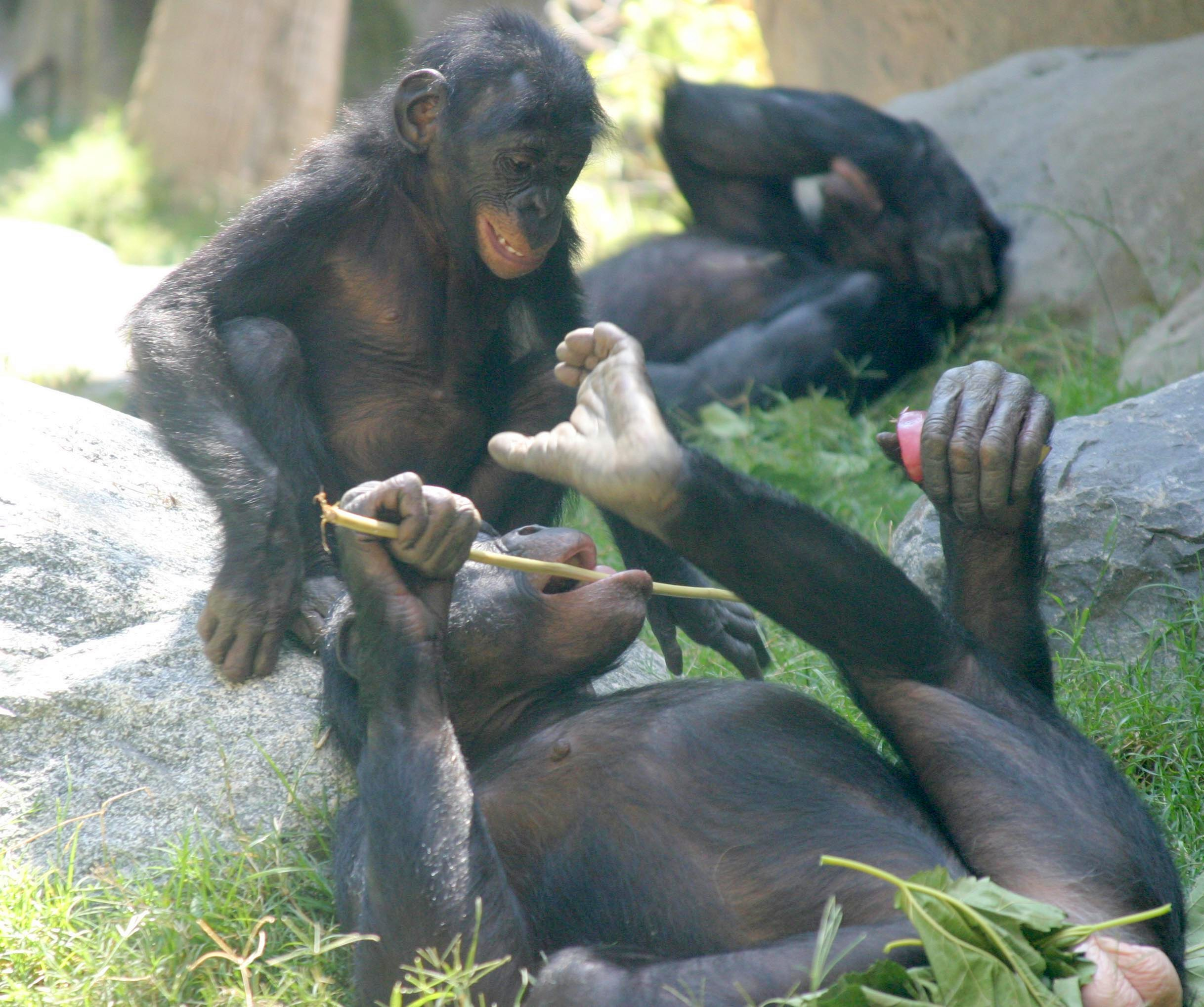
قرود البونوبو الأحداث مع وجه اللعب، ذكر بالغ يغفو

من غير المعروف أن البونوبو يقتلون بعضهم البعض، وهم عمومًا أقل عنفًا من الشمبانزي، ومع ذلك لا يزال العدوان يظهر في هذا النوع. على الرغم من أن إناث البونوبو تهيمن على الذكور وتتزاوج تزاوجًا انتقائيًا مع الذكور الذين لا يظهرون عدوانًا تجاههم، إلا أن المنافسة بين الذكور أنفسهم شديدة ويؤمن الذكور ذوو الرتب العالية تزاوجًا أكثر من الذكور ذوي الرتب المنخفضة.  في الواقع، فإن الفرق في الحجم بين ذكور وإناث البونوبو هو في الواقع أكثر وضوحًا في قرود البونوبو مما هو عليه في الشمبانزي، حيث لا يشكل ذكور البونوبو تحالفات وبالتالي يكون لديهم القليل من الحافز للتراجع عند القتال من أجل الوصول إلى الإناث. من المعروف أن ذكور البونوبو تهاجم بعضها البعض وتتسبب في إصابات خطيرة مثل فقدان الأصابع وتلف العيون والأذنين الممزقة. قد تحدث بعض هذه الإصابات أيضًا عندما يهدد الذكر الإناث ذوات الرتب العالية ويصابن بهن، حيث يتدفق الذكر الأكبر ويفوقه عددًا من قبل هؤلاء الغوغاء الإناث. 
بسبب سلوك التزاوج غير الشرعي لإناث البونوبو، لا يمكن للذكر التأكد من نسله. نتيجة لذلك، تتحمل الأمهات رعاية الوالدين بأكملها في قرود البونوبو.  ومع ذلك، فإن قرود البونوبو ليست مختلطة مثل الشمبانزي وتحدث نزعات تعدد الزوجات تعددًا طفيفًا، حيث يتمتع الذكور ذوو الرتب العالية بنجاح إنجابي أكبر من الذكور ذوي الرتب المنخفضة. على عكس الشمبانزي، حيث يمكن لأي ذكر إجبار أنثى على التزاوج معه، تتمتع إناث البونوبو بتفضيلات جنسية أكبر ويمكنها أن ترفض الذكور غير المرغوب فيهم، وهي ميزة من الترابط بين الإناث والإناث، وتبحث بنشاط عن ذكور أعلى مرتبة. 
يميل حجم حفلة البونوبو إلى الاختلاف لأن المجموعات تظهر نمط الانشطار والاندماج . سينقسم المجتمع المكون من 100 شخص تقريبًا إلى مجموعات صغيرة خلال النهار أثناء البحث عن الطعام، ثم يعودون معًا للنوم. ينامون في أعشاش يبنونها في الأشجار.

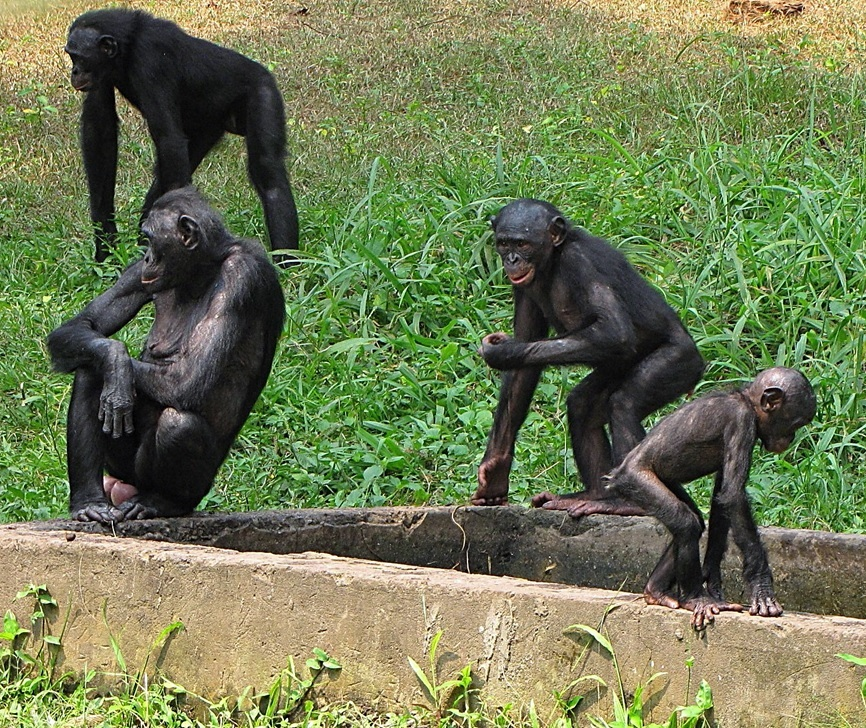
مجموعة بونوبو بأعمار مختلفة.

غالبًا ما تؤمن إناث البونوبو امتيازات الإطعام والإطعام قبل الذكور، على الرغم من أنها نادرًا ما تنجح في المواجهات الفردية مع الذكور، إلا أن أنثى البونوبو مع العديد من الحلفاء الذين يدعمونها حققت نجاحًا كبيرًا للغاية في احتكار مصادر الغذاء.  تفضل المجتمعات المختلفة فريسة مختلفة. في بعض المجتمعات تصطاد الإناث اصطيادًا حصريًا القوارض وتفضلها، وفي مجتمعات أخرى يصطاد كلا الجنسين ويستهدف القرود. 

في البيئات الأسيرة، تُظهر الإناث عدوانًا شديدًا قائمًا على الغذاء تجاه الذكور، وتشكل تحالفات ضدهم لاحتكار مواد غذائية معينة، وغالبًا ما تصل إلى تشويه أي ذكر لا يلتزم بتحذيرهم. 

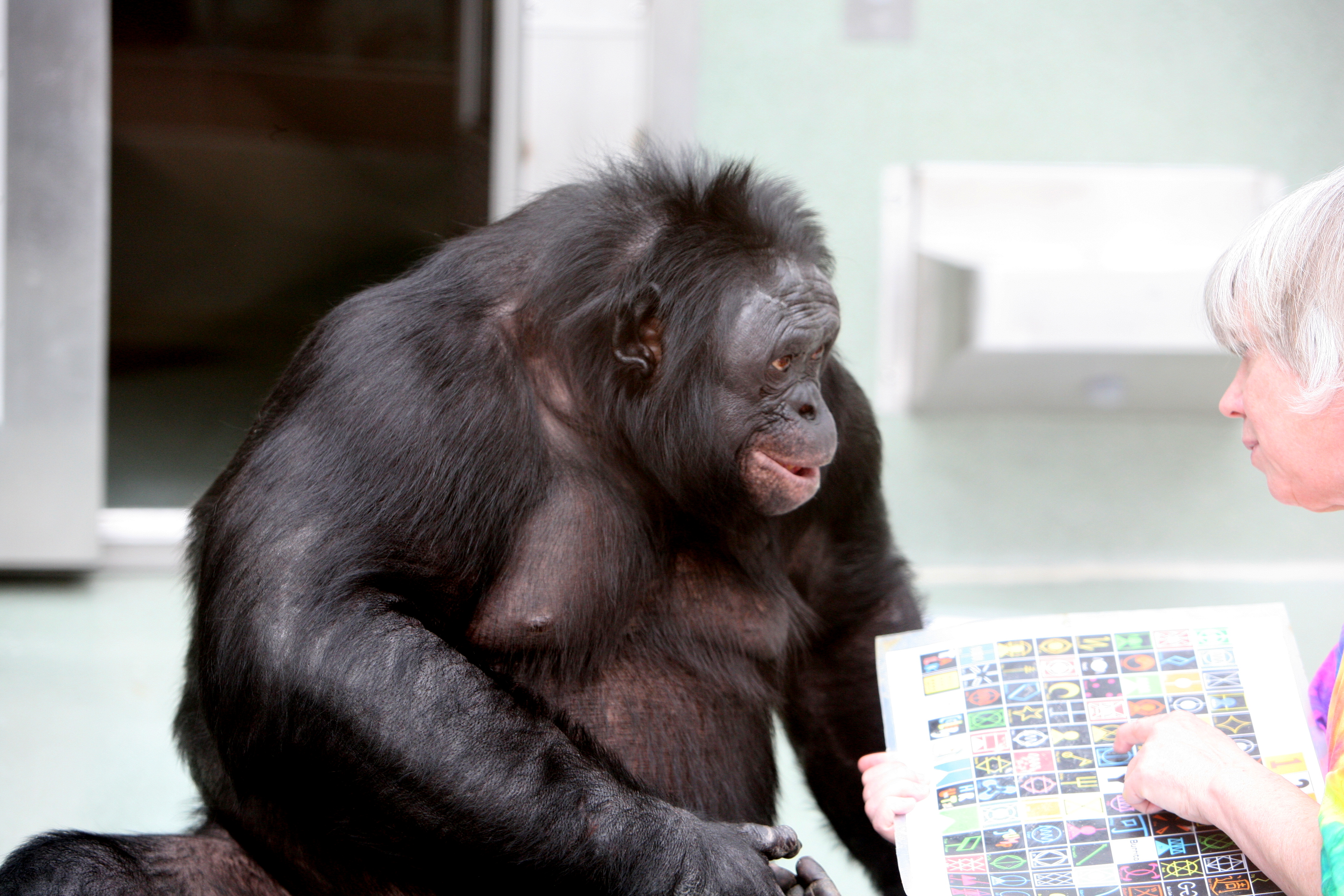
كانزي، رجل بونوبو تربى لغويًا، يتحدث مع سو سافاج-رامبو في عام 2006 باستخدام "لوحة مفاتيح" محمولة من الرموز التعسفية التي يربطها كانزي بالكلمات.

ومع ذلك، في الأماكن البرية، ستطلب إناث البونوبو من الذكور الطعام بهدوء إذا كانوا قد حصلوا عليه أولاً، بدلاً من مصادرته بالقوة، مما يشير إلى أن أدوار التسلسل الهرمي القائمة على الجنس أقل جمودًا من المستعمرات الأسيرة. 
من المعروف أن إناث البونوبو تقود عمليات الصيد على الدوكر والدفاع بنجاح عن فضلها من غزو الذكور في البرية. هم أكثر تسامحًا مع الذكور الأصغر سناً الذين يضايقونهم ومع ذلك يظهرون عدوانًا شديدًا تجاه الذكور الأكبر سنًا. 

## طريقة معيشته

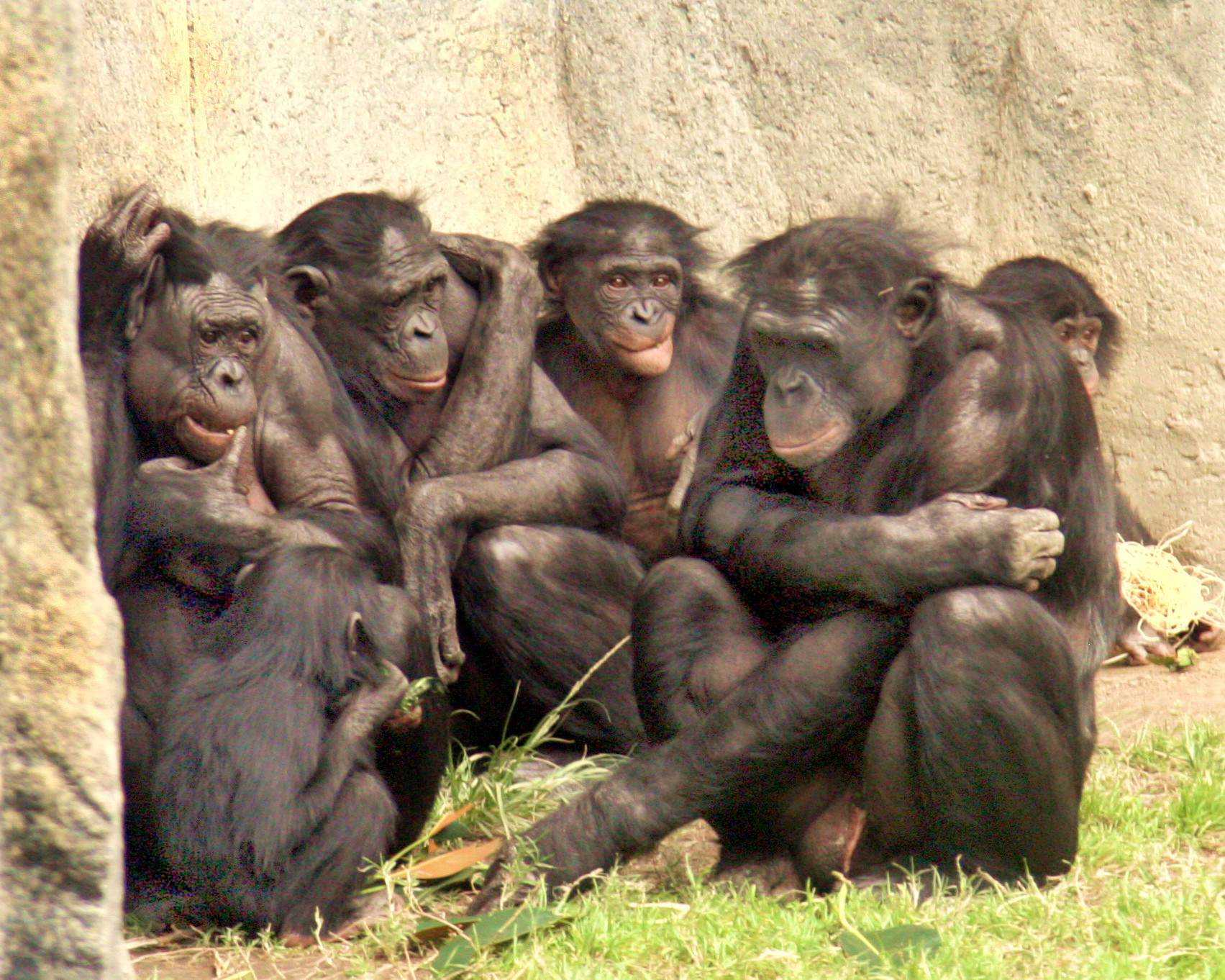
مجموعة من البونوبو

تعيش البونوبو في أواسط أنغولا في محمية وطنية تسمى «محمية سولانجا» تبلغ مساحتها نحو 36.000 كيلومترمربع. يعيش البونوبو في جماعات قد تصل إلى 120 عضو، وتسوده الإناث ويعيشون مع بعضهم البعض في توائم وسلام. ويعتقد الباحثون أن سر السلام الذي يعم مجتمع قرود شمبانزي البونوبو إلى سيادة الإناث في هذا المجتمع حيث لا تمانع الإناث من تلبية الرغبات الجنسية للذكور، فتهدأ الذكور ولا تتعارك وتسير حياتهم سلسة بلا عنف. وتدافع الإناث عن الصغار بكل حزم.
يبنون عروشا من الفروع وأوراق الشجر على الأشجار، ينامون عليها ويلعب عليها الصغار. يتغذون على الفاكهة والبندق والحبوب والأعشاب الخضراء والأزهار وقشر الأشجار. كما يكملون غذاهم باليرقات والنمل.

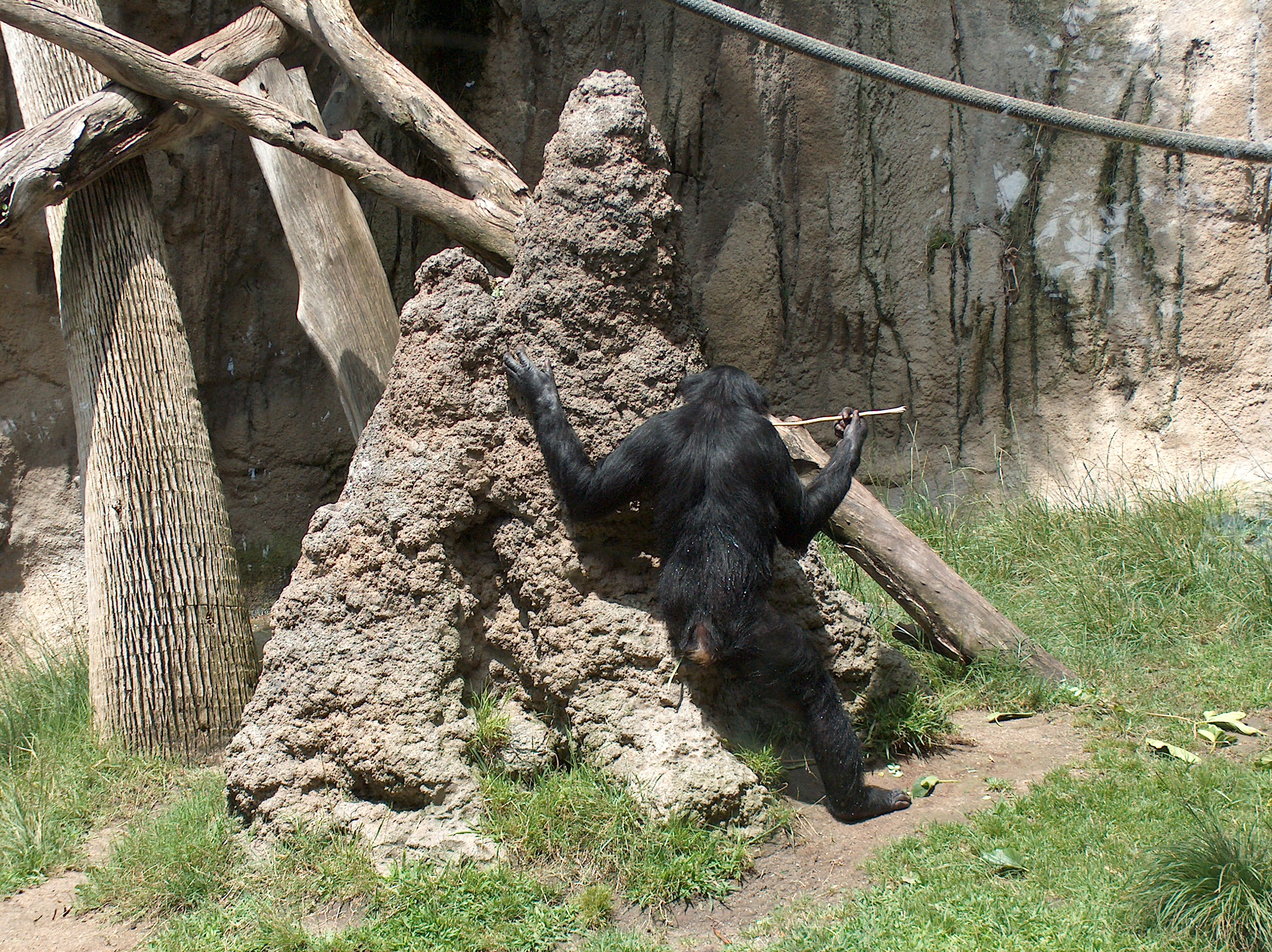
بونوبو يصطاد النمل باستخدام فرع.

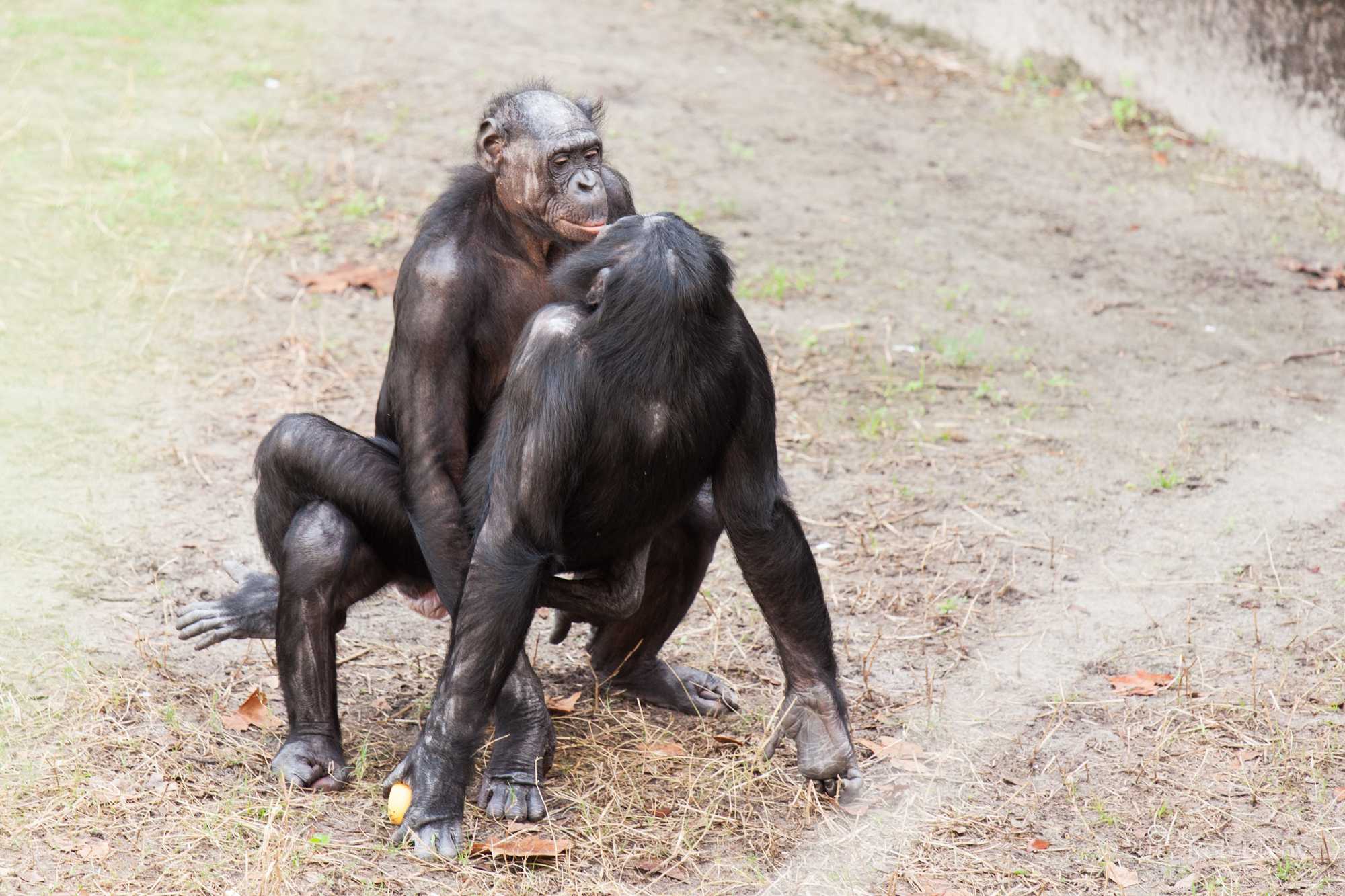
الممارسات الجنسية لدي البونوبو.

تلعب الصغار بالقرب من الأمهات اللاتي يحميهم وتدافع عنهم. وأحيانا يعتلي الصغار أمهاتهم أثناء اللعب ويركبونهن مثل الفرسان. وتبقى الذكور طوال عمرهم مع المجموعة، وأحيانا تتجول الإناث في الغربة لإغراء الذكور.

#### السلوك الاجتماعي الجنسي
يلعب النشاط الجنسي عمومًا دورًا رئيسيًا في مجتمع البونوبو، حيث يستخدم تحية حسب الخبراء، ووسيلة لتكوين الروابط الاجتماعية، ووسيلة لحل النزاعات، والمصالحة بعد انتهاء الصراع .  البونوبو هو الحيوان الوحيد غير البشري الذي لوحظ وهو يمارس تقبيل اللسان .  البونوبو والبشر هم الرئيسيات الوحيدون الذين يمارسون الجنس التناسلي وجهًا لوجه، على الرغم من تصوير زوج من الغوريلا الغربية أيضًا في هذا الوضع. 

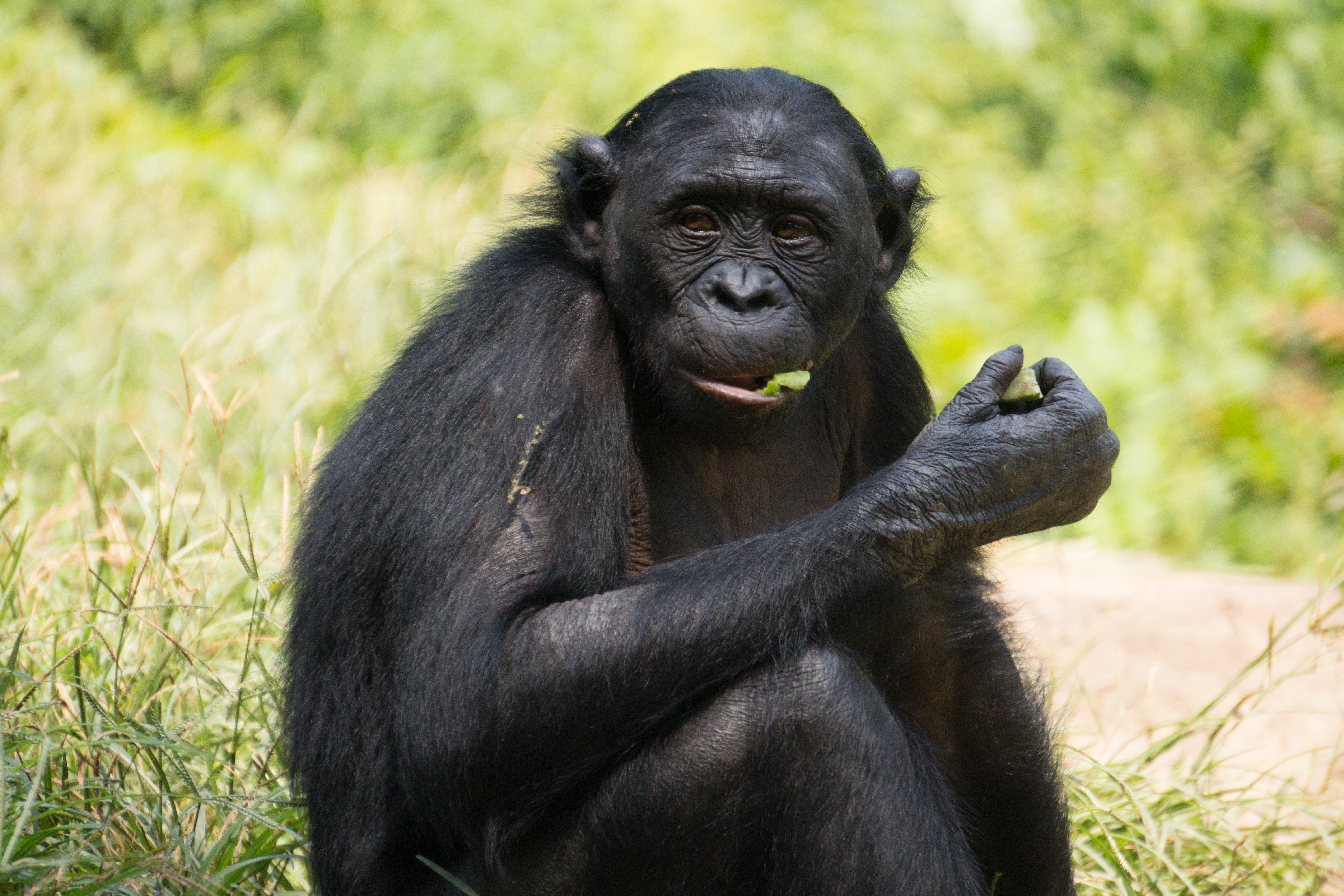
بونوبو يجلس.

لا يشكل البونوبو علاقات جنسية أحادية الزواج دائمة مع شركاء فرديين. كما لا يبدو أنهم يميزون في سلوكهم الجنسي حسب الجنس أو العمر، مع استثناء محتمل هو الامتناع عن ممارسة النشاط الجنسي بين الأمهات وأبنائهن البالغين. عندما تأتي قرود البونوبو على مصدر غذاء جديد أو أرض تغذية، فإن الإثارة المتزايدة ستؤدي عادة إلى نشاط جنسي جماعي، مما يؤدي على الأرجح إلى تقليل التوتر وتشجيع التغذية السلمية. 
في كثير من الأحيان، تنخرط إناث البونوبو في سلوك فرك الأعضاء التناسلية المتبادل، ربما لتكوين روابط اجتماعية مع بعضها البعض، وبالتالي تكوين نواة أنثوية لمجتمع البونوبو. الترابط بين الإناث تمكنهن من الهيمنة على معظم الذكور.  غالبًا ما تترك المراهقات مجتمعاتهن الأصلية للانضمام إلى مجتمع آخر. تمزج هذه الهجرة بين تجمعات جينات البونوبو، مما يوفر التنوع الجيني . يؤسس الترابط الجنسي مع الإناث الأخريات هؤلاء الإناث الجدد كأعضاء في المجموعة.
بظر البونوبو أكبر وأكثر تخريجًا من معظم الثدييات ؛  في حين أن وزن الفتاة المراهقة البونوبو "ربما نصف" وزن المراهق البشري، فإن لديها بظرًا "أكبر بثلاث مرات من نظيره البشري، ومرئي بما يكفي لتهتز بشكل لا لبس فيه أثناء سيرها".  في الأدبيات العلمية، غالبًا ما يشار إلى السلوك الأنثوي والأنثوي للقرونوبو الذي يضغط على الأعضاء التناسلية معًا باسم فرك الأعضاء التناسلية (GG)،  . يحدث هذا النشاط الجنسي داخل مجتمع البونوبو الأنثوي المباشر وأحيانًا خارجه. عالم الأخلاق جوناثان بالكومبذكرت أن إناث البونوبو تفرك بظرها معًا بسرعة لمدة عشر إلى عشرين ثانية، وهذا السلوك، "الذي قد يتكرر في تتابع سريع، عادة ما يكون مصحوبًا بالطحن والصراخ واحتقان البظر" ؛ وأضاف أنه يقدر أنهم يمارسون هذه الممارسة "بمعدل مرة كل ساعتين".  بينما تتزاوج قرود البونوبو وجهًا لوجه في بعض الأحيان، "اقترحت عالمة الأحياء التطورية مارلين زوك أن موضع البظر في قرود البونوبو وبعض الرئيسيات الأخرى قد تطور لزيادة التحفيز أثناء الاتصال الجنسي".  قد يسمح موضع البظر بدلاً من ذلك بفرك الأعضاء التناسلية الأنثوية، والذي يُفترض أنه يعمل كوسيلة لإناث البونوبو لتقييم علاقاتها داخل المجتمع. 
ينخرط ذكور البونوبو في أشكال مختلفة من سلوك الأعضاء التناسلية للذكور والذكر.  الشكل الأكثر شيوعًا للتركيب بين الذكور والإناث مشابه لذلك الخاص بالتصاعد من جنسين مختلفين: يجلس أحد الذكور "سبيًا على ظهره [مع] الرجل الآخر يضغط عليه"، مع فرك القضيبين معًا بسبب انتصاب كل من الذكور.  في شكل آخر أندر من فرك الأعضاء التناسلية، يتدلى رجلان من البونوبو من أحد أطراف الشجرة وجهاً لوجه أثناء سياج القضيب . قد يحدث هذا أيضًا عندما يقوم رجلان بفرك قضيبيهما معًا أثناء وجهاً لوجه. غالبًا ما يحدث شكل آخر من أشكال التفاعل التناسلي (فرك الردف) للتعبير عن المصالحة بين اثنين من الذكور بعد الصراع، عندما يقفان جنبًا إلى جنب ويفركان أكياس كيس الصفن معًا، ولكن مثل هذا السلوك يحدث أيضًا خارج السياقات المؤلمة: كيتامورا (1989) لاحظ الاحتكاك بين الردف والردف بين الذكور البالغين الذين يتبعون سلوكيات الإغراء الجنسي المماثلة لتلك التي تحدث بين إناث البونوبو قبل فرك GG.  لاحظ تاكايوشي كانو ممارسات مماثلة بين قرود البونوبو في الموطن الطبيعي. كما سُجّل تقبيل اللسان والجنس الفموي والتدليك التناسلي بين ذكور قرود البونوبو. 

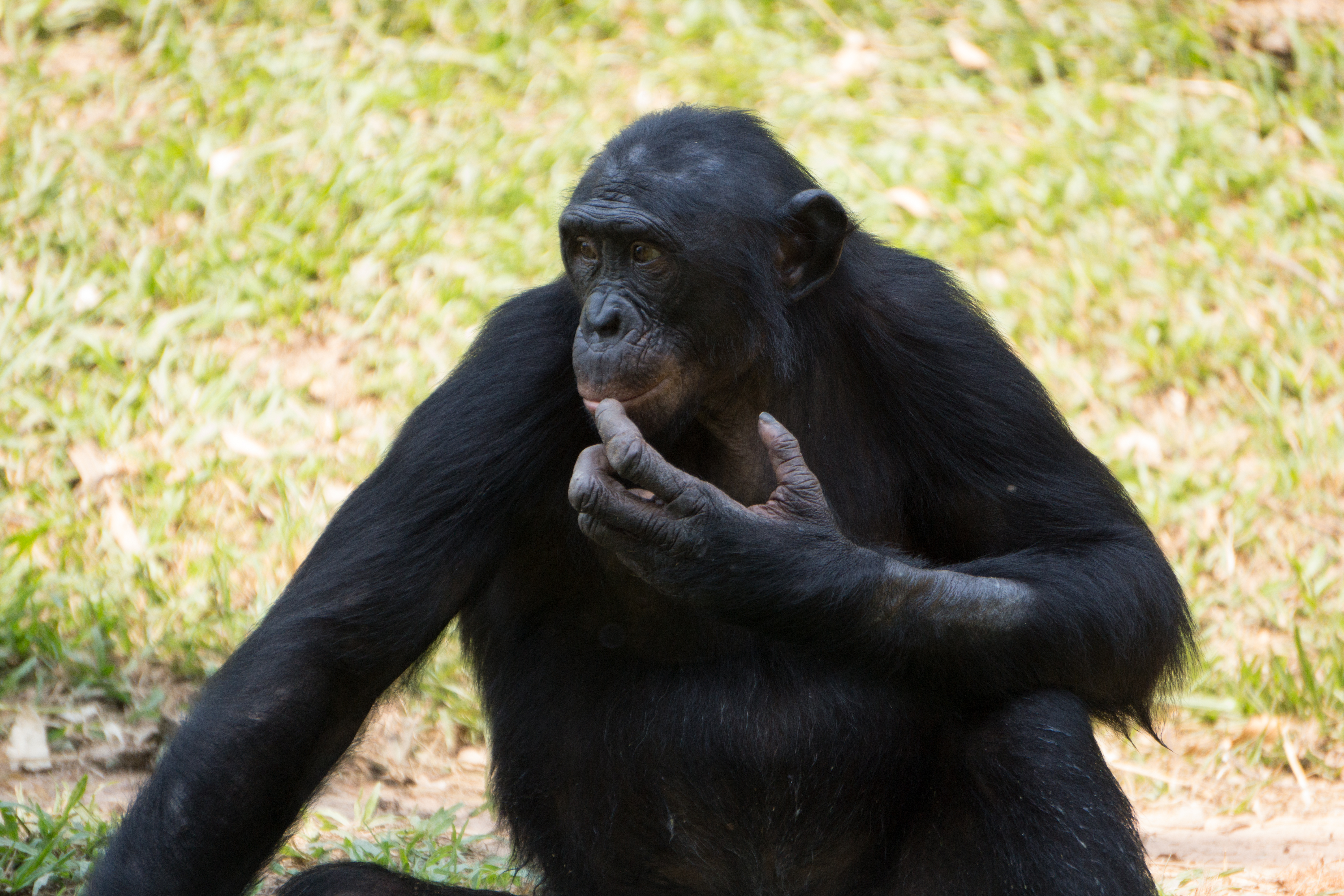
بونوبو يضع اصبعه في فمه.

تلد الإناث البرية أول مرة في سن 13 أو 14 عامًا.  معدلات التكاثر في بونوبو ليست أعلى من تلك الموجودة في الشمبانزي الشائع.  ومع ذلك، فإن فترات إناث البونوبو الشبق أطول.  خلال الشبق، تتعرض الإناث لتورم في أنسجة العجان يستمر من 10 إلى 20 يومًا. فترة الحمل في المتوسط 240 يومًا. يستمر انقطاع الطمث التالي للوضع (غياب الحيض) أقل من عام واحد وقد تستأنف الأنثى ظهور علامات الشبق الخارجية في غضون عام من الولادة، على الرغم من أن الأنثى ربما لا تكون قادرة على الإنجاب في هذه المرحلة. تحمل أنثى البونوبو صغارها وترضعها لمدة أربع سنوات وتلد في المتوسط كل 4.6 سنوات. بالمقارنة مع الشمبانزي الشائع، تستأنف إناث البونوبو دورة تورم الأعضاء التناسلية في وقت أقرب بكثير بعد الولادة، مما يمكنهم من الانضمام إلى الأنشطة الجنسية في مجتمعهم. أيضًا، لا تزال إناث البونوبو العقيمة أو الأصغر من أن تتكاثر تمارس نشاطًا جنسيًا. ستساعد الأمهات أبنائهن في الحصول على مزيد من التزاوج من الإناث في الشبق. 
يمارس ذكور البونوبو البالغون الجنس مع الرضع،  على الرغم من عدم الإيلاج.  تمارس الإناث البالغات أيضًا الجنس مع الأطفال، ولكن أقل تكرارًا. الرضع ليسوا مشاركين سلبيين. غالبًا ما يشرعون في اتصالات مع كل من الذكور والإناث البالغين، وكذلك مع الأقران.  كما ثبت أنهم نشيطون جنسيًا حتى في حالة عدم وجود أي تحفيز أو تعلم من البالغين. 
يبدو أن وأد الأطفال، على الرغم من توثيقه جيدًا في الشمبانزي، غائب على ما يبدو في مجتمع البونوبو.  على الرغم من عدم ملاحظة قتل الأطفال ملاحظة مباشرة، فقد وُثقت حالات لكل من الإناث  والذكر خطف قرود البونوبو الرضع، مما يؤدي في بعض الأحيان إلى وفاة الأطفال من الجفاف. على الرغم من أن ذكور البونوبو لم يُشاهد بعد يمارسون وأد الأطفال، إلا أن هناك حادثة موثقة في الأسر تتعلق باختطاف أنثى مهيمنة رضيعًا من أنثى منخفضة الرتبة، وتعامل الرضيع بقسوة وتحرمه من فرصة الرضاعة. أثناء الاختطاف، كانت والدة الرضيع حزينة حزنًا واضحًا وحاولت استعادة طفلها الرضيع. لو لم يتدخل حراس الحديقة، لكان من شبه المؤكد أن الرضيع مات بسبب الجفاف. يشير هذا إلى أن إناث البونوبو يمكن أن يكون لها خصومات عدائية مع بعضها البعض وتميل إلى القيام بوأد الأطفال.  الطبيعة الجنسية العالية لمجتمع البونوبو وحقيقة وجود منافسة قليلة على الرفقاء تعني أن العديد من الذكور والإناث يتزاوجون مع بعضهم البعض، على عكس ذكر الشمبانزي المهيمن الذي ينجب معظم النسل في مجموعة.  قد تكون إستراتيجية تزاوج إناث البونوبو مع العديد من الذكور بمثابة إستراتيجية مضادة لقتل الأطفال لأنها تخلط بين الأبوة. إذا لم يستطع ذكور البونوبو تمييز نسلهم عن الآخرين، فإن الحافز لقتل الأطفال يختفي أساسًا.  هذه استراتيجية تكاثر تبدو خاصة بالبونوبو. لوحظ قتل الأطفال في جميع القردة العليا الأخرى باستثناء إنسان الغاب . 
من غير المعروف كيف يتجنب البونوبو فيروس نقص المناعة القردي (SIV) وتأثيراته. 

#### السلام

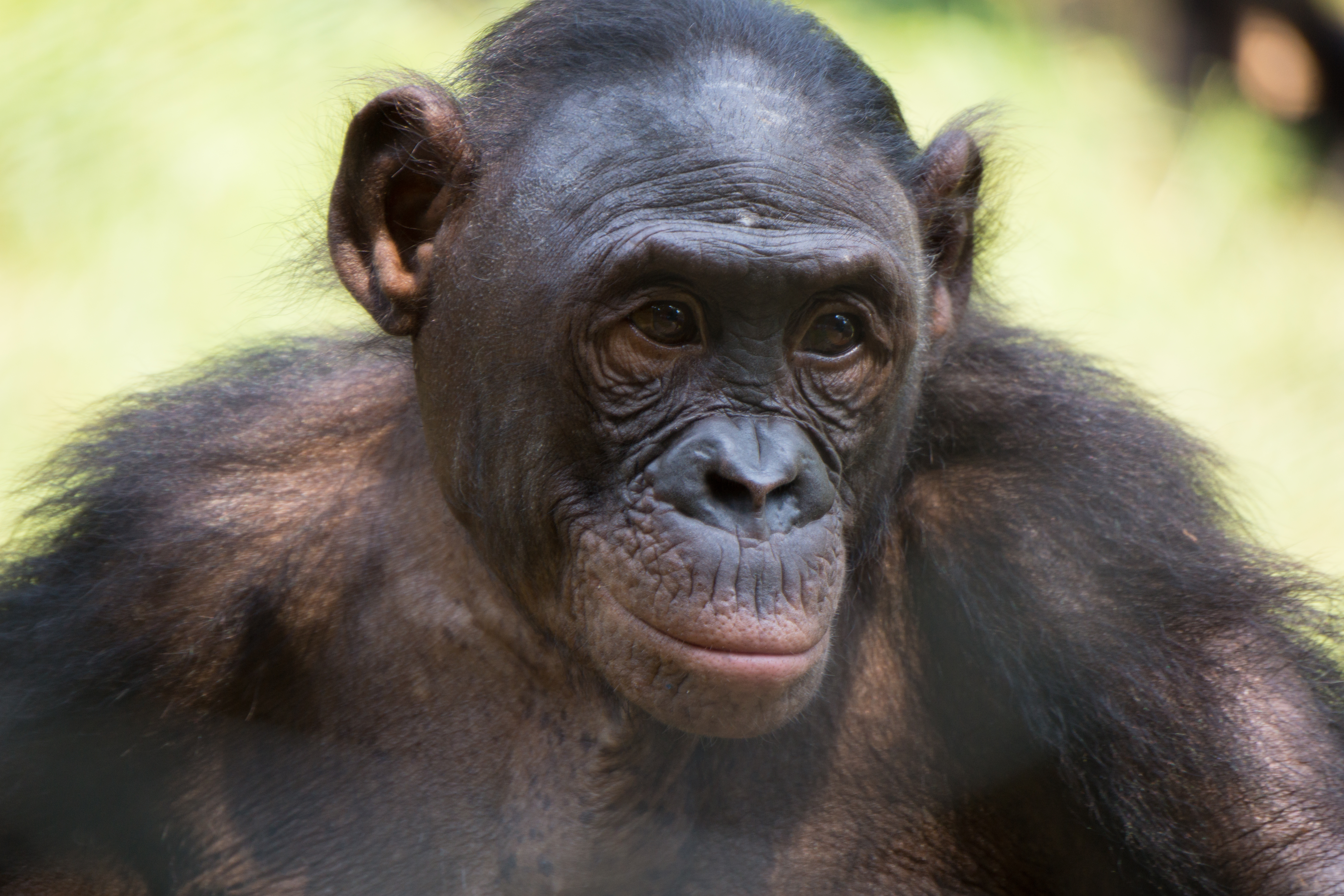
بونوبو ينظر.

تشير الملاحظات في البرية إلى أن الذكور بين مجتمعات الشمبانزي الشائعة ذات الصلة معادية للذكور من خارج المجتمع. فرق "دورية" من الذكور للجوار من الذكور الذين قد يسافرون بمفردهم، وتهاجم هؤلاء الذكور العزاب وتقتلهم في كثير من الأحيان.  لا يبدو أن هذا هو سلوك ذكور أو إناث البونوبو، الذين يبدو أنهم يفضلون الاتصال الجنسي على المواجهة العنيفة مع الغرباء. 
في حين أن قرود البونوبو أكثر سلامًا من الشمبانزي، فليس صحيحًا أنها غير عدوانية.  في البرية، تعد قرود البونوبو نصف عدوانية مثل الشمبانزي بين الذكور، بينما تعد إناث البونوبو أكثر عدوانية من إناث الشمبانزي.  يُظهر كل من قرود البونوبو والشمبانزي عدوانًا جسديًا أكثر من 100 مرة مثل البشر. 
على الرغم من الإشارة إلى عدوان البونوبو على أنه سلمي، إلا أنه لا يقتصر على بعضهم البعض، وقد تعرض البشر أيضًا للهجوم من قبل قرود البونوبو، وعانوا من إصابات خطيرة، وإن كانت غير مميتة. 

البونوبو أقل عنفًا بكثير من الشمبانزي، على الرغم من أن العدوان المميت غير موجود أساسًا بين قرود البونوبو بينما ليس نادرًا بين الشمبانزي.  افتُرض بأن قرود البونوبو قادرة على عيش نمط حياة أكثر سلامًا ويرجع ذلك جزئيًا إلى وفرة الغطاء النباتي المغذي في بيئتها الطبيعية، مما يسمح لها بالسفر والبحث عن الطعام في الحفلات الكبيرة. 

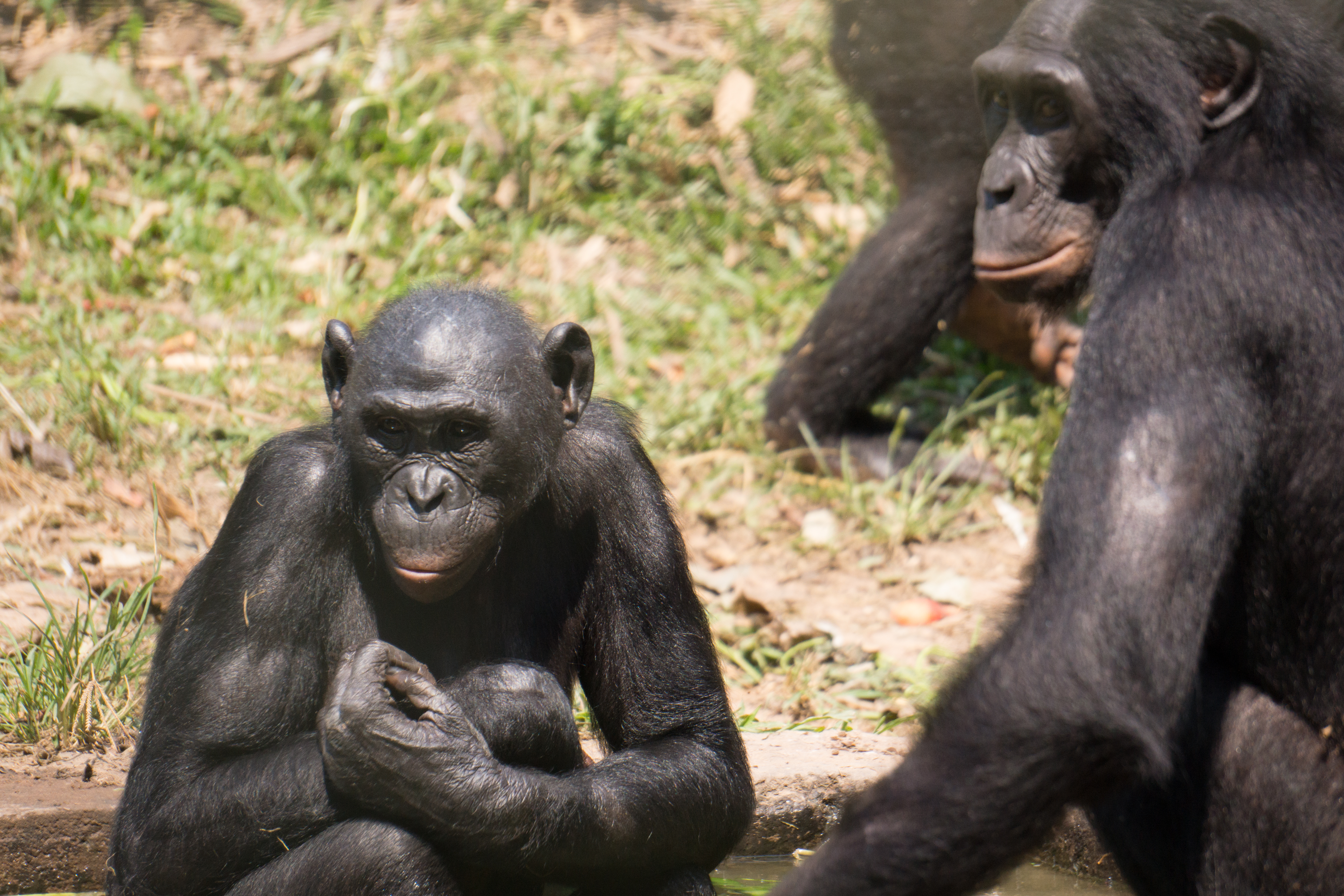
ذكران من البونوبو

تظهر الدراسات الحديثة أن هناك اختلافات كبيرة في الدماغ بين قرود البونوبو والشمبانزي. يمتلك البونوبو حجمًا أكبر من المادة الرمادية في الجزيرة الأمامية اليمنى، واللوزة الظهرية اليمنى، والوطاء، والقشرة الأمامية الظهرية الظهرية اليمنى، وكلها مناطق يُفترض أنها حيوية للشعور بالتعاطف، والاستشعار بالضيق في الآخرين والشعور بالقلق.  لديهم أيضًا ارتباط كثيف بين اللوزة، وهي منطقة مهمة يمكن أن تثير العدوان، والقشرة الحزامية الأمامية البطنية، والتي ثبت أنها تساعد في التحكم في النبضات لدى البشر.  هذا الاتصال الأكثر كثافة قد يجعلهم أفضل في تنظيم دوافعهم وسلوكهم العاطفي. 
يهيمن مجتمع البونوبو على مجتمع البونوبو من قبل الإناث، وقد يؤدي قطع التحالف مدى الحياة بين الأمهات وذريتهن الذكور إلى جعلهن عرضة للعدوان الأنثوي.  حذر دي وال من خطر إضفاء الطابع الرومانسي على قرود البونوبو: "جميع الحيوانات قادرة على المنافسة بطبيعتها وتعاونية فقط في ظل ظروف محددة" وأنه "عند الكتابة أول مرة عن سلوكها، تحدثت عن" الجنس من أجل السلام "على وجه التحديد لأن قرود البونوبو الكثير من الصراعات. من الواضح أنه لن تكون هناك حاجة لصنع السلام إذا كانوا يعيشون في وئام تام ". 
أظهر سوربيك وهوهمان في عام 2008 أن قرود البونوبو تصطاد أحيانًا أنواعًا من القردة. لوحظت خمس حوادث في مجموعة من قرود البونوبو في حديقة سالونجا الوطنية، والتي يبدو أنها تعكس الصيد التعاوني المتعمد. في ثلاث مناسبات، كان الصيد ناجحًا، وأُسرت القرود الصغيرة وأكلها. 
يوجد قتل واحد مستنتج في البرية،  وهجوم مميت مؤكد في الأسر.  في كلتا الحالتين، كان المهاجمون من الإناث والضحايا من الذكور.

### النظام الغذائي

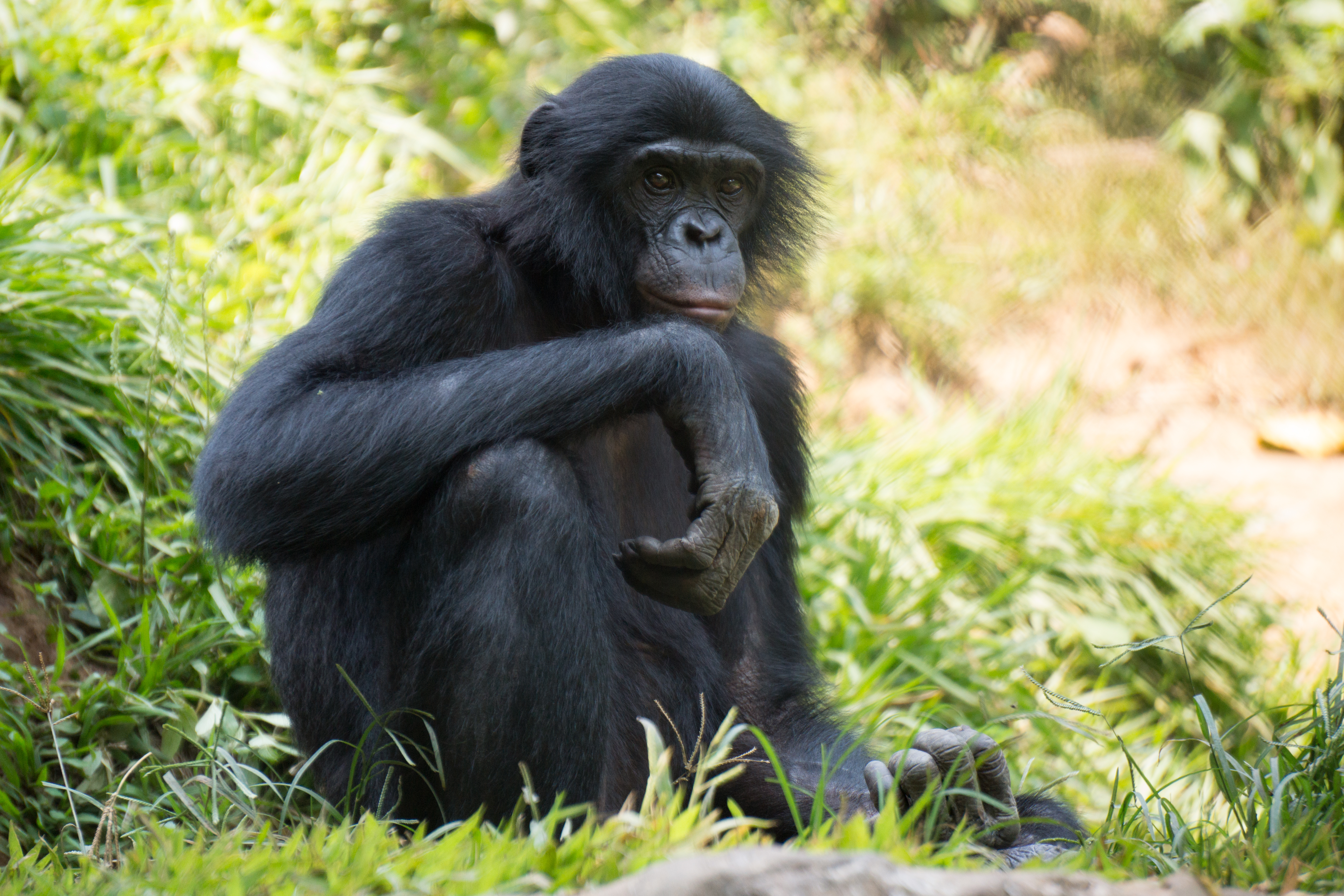
بونبوبو جالس.

البونوبو هو حيوان آكل اللحوم . 57٪ من نظامها الغذائي عبارة عن فواكه، لكن هذا مكمل بالأوراق، والعسل، والبيض،  ولحوم الفقاريات الصغيرة مثل الشذو، والسناجب الطائرة، والديكاكير،  واللافقاريات .  نوع الكمأة هيسرانيجيوم بونوبو تأكله قرود البونوبو. في بعض الحالات، تبين أن قرود البونوبو تستهلك الرئيسيات ذات الترتيب الأدنى.  يزعم البعض أن قرود البونوبو معروفة أيضًا بممارسة أكل لحوم البشر في الأسر، وهو ادعاء اعترض عليه آخرون. ومع ذلك، وصف تقرير مؤكد واحد على الأقل عن أكل لحوم البشر في البرية لطفل ميت في عام 2008. أفادت ورقة عام 2016 عن حالتين أخريين من أكل لحوم البشر عند الرضع، على الرغم من أنه لم يتأكد ما إذا كان كان متورطا في وأد الأطفال. 

### مقارنات معرفية بالشمبانزي
في عام 2020، نُشرت أول مقارنة للجينوم الكامل بين الشمبانزي والبونوبو وأظهرت الجوانب الجينومية التي قد تكمن وراء الاختلافات والسلوكيات أو نتجت عن ذلك، بما في ذلك اختيار الجينات المتعلقة بالنظام الغذائي والهرمونات.  وجدت دراسة أجريت عام 2010 أن "إناث البونوبو عرضت نطاقًا أكبر من سلوكيات استخدام الأدوات مقارنة بالذكور، وهو نمط موصوف سابقًا للشمبانزي ولكن ليس للقرود العليا الأخرى". أُكدت هذه النتيجة من خلال نتائج دراسة أخرى عام 2010 والتي وجدت أيضًا أن "قرود البونوبو كانت أكثر مهارة في حل المهام المتعلقة بنظرية العقل أو فهم السببية الاجتماعية، بينما كان الشمبانزي أكثر مهارة في المهام التي تتطلب استخدام الأدوات والفهم. من السببية الجسدية ".  وُجد أن البونوبو أكثر تجنبًا للمخاطر مقارنة بالشمبانزي، مفضلاً المكافآت الفورية بدلاً من المكافآت المتأخرة عندما يتعلق الأمر بالبحث عن الطعام. تمتلك البونوبو أيضًا ذاكرة مكانية أضعف مقارنة بالشمبانزي، حيث تؤدي قرود البونوبو البالغة أداءً مشابهًا لأحداث الشمبانزي. 

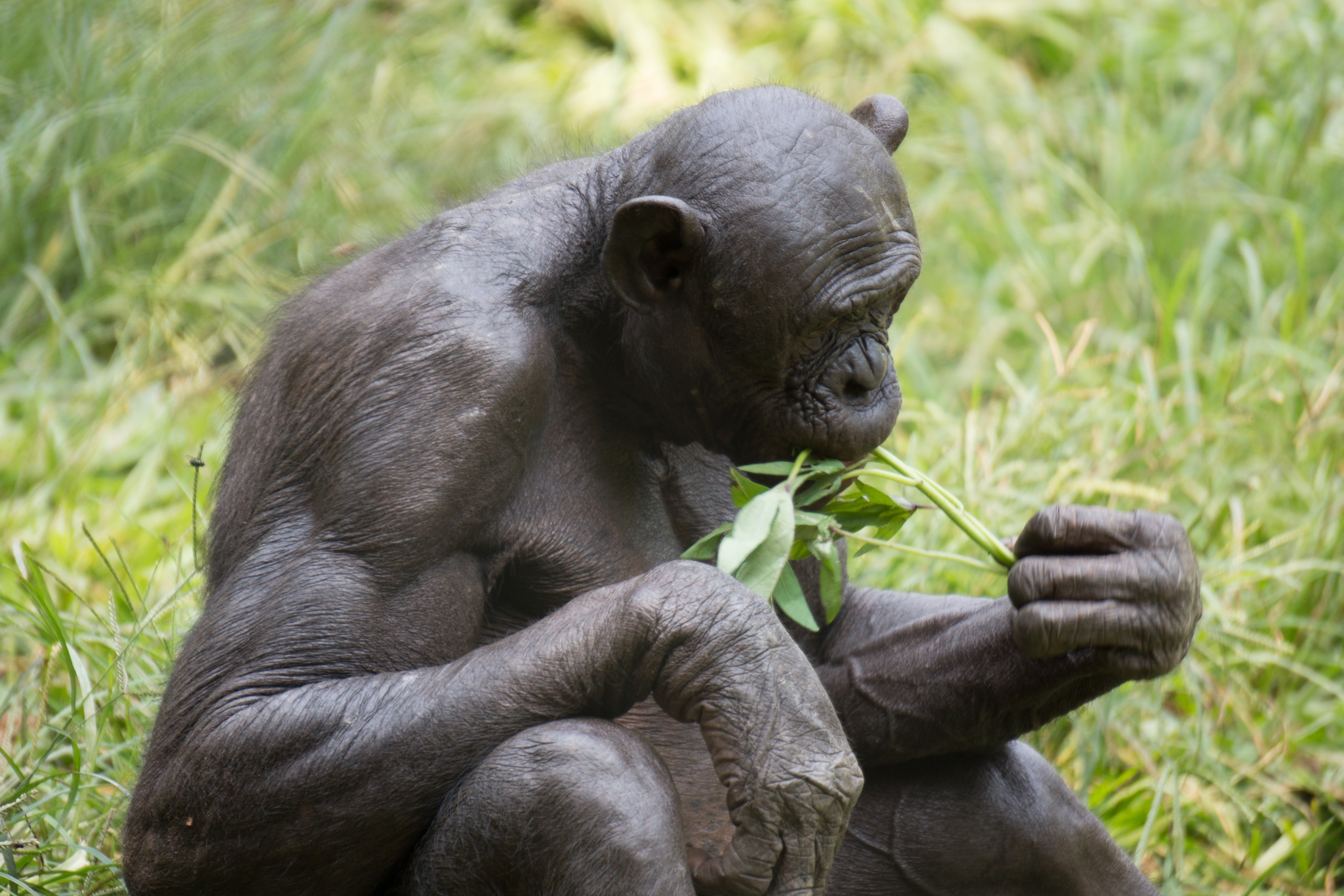
بونوبو بدون شعر.

### التشابه مع البشر
البونوبو قادرون على اجتياز اختبار التعرف على المرآة للوعي الذاتي، كما هو الحال مع جميع القردة العليا .  يتواصلون بالوسائل الصوتية أساسًا، على الرغم من أن معاني نطقهم غير معروفة حاليًا. ومع ذلك، فإن معظم البشر يفهمون تعابير وجههم  وبعض إيماءات اليد الطبيعية، مثل دعوتهم للعب. يشتمل نظام الاتصال الخاص ببونوبو البرية على خاصية كانت معروفة في وقت سابق فقط عند البشر: تستخدم البونوبو نفس المكالمة لتعني أشياء مختلفة في مواقف مختلفة، ويتعين على قرود البونوبو الأخرى أن تأخذ السياق في الاعتبار عند تحديد المعنى. 
عُلّم اثنين من البونوبو كيفية التواصل باستخدام لوحة مفاتيح مكتوب عليها رموز هندسية ويمكنهما الاستجابة للجمل المنطوقة. تتكون مفردات كانزي من أكثر من 500 كلمة إنجليزية،  ولديه حوالي 3000 كلمة إنجليزية منطوقة. 
يُعرف كنزي أيضًا بالتعلم من خلال ملاحظة الأشخاص الذين يحاولون تعليم والدته ؛ بدأ كنزي في أداء المهام التي كانت والدته تعلمها بمجرد مشاهدتها، والتي فشلت والدته في تعلم بعضها. يجادل البعض، مثل الفيلسوف وعالم الأخلاقيات الحيوية بيتر سينغر، بأن هذه النتائج تؤهلهم لـ " حقوق البقاء والحياة " - الحقوق التي يمنحها البشر نظريًا لجميع الأشخاص (انظر شخصية القردة العليا ).
في التسعينيات، تعلم كانزي كيفية صنع واستخدام الأدوات الحجرية البسيطة. نتج هذا عن دراسة أجراها الباحثان كاثي شيك ونيكولاس توث، ولاحقًا غاري جاروفي. أراد الباحثون معرفة ما إذا كان كانزي يمتلك القدرات المعرفية والميكانيكية الحيوية اللازمة لصنع واستخدام الأدوات الحجرية. على الرغم من أن كانزي كان قادرًا على تشكيل الرقائق، إلا أنه لم يخلقها بنفس الطريقة التي يصنعها بها البشر، الذين يمسكون بالنواة بيد واحدة ويقرعونها باليد الأخرى، ألقى كانزي الحصى على سطح صلب أو ضد رصف آخر. سمح له ذلك بإنتاج قوة أكبر لبدء الكسر بدلاً من ضربه في يديه. 
كما هو الحال في القردة العليا الأخرى والبشر، فإن الانتماء لطرف ثالث تجاه الضحية - الاتصال الودي الذي يُرجى تجاه متلقي عدوان من قبل عضو في المجموعة غير المعتدي - موجود في قرود البونوبو.  وجدت دراسة عام 2013  أن كلا من الانتماء الذي يقدمه المارة تلقائيًا للضحية والانتماء المطلوب من الضحية (الانتماء المطلوب) يمكن أن يقلل من احتمالية تعرض الضحية لمزيد من العدوان (هذه الحقيقة تدعم فرضية حماية الضحية). ومع ذلك، فإن الانتماء العفوي فقط قلل من قلق الضحية - الذي يُقاس بمعدلات خدش الذات - مما يشير ليس فقط إلى أن الانتماء غير المطلوب له وظيفة توافقية ولكن أيضًا أن الإيماءة العفوية - أكثر من الحماية نفسها - تعمل في تهدئة الذات المنكوبة. يفترض المؤلفون أن الضحية قد تدرك الاستقلالية التحفيزية للمتفرج، الذي لا يحتاج إلى دعوة لتقديم اتصال حميمي بعد الصراع. علاوة على ذلك، فإن الانتماء العفوي - ولكن غير الملتمس - لطرف ثالث قد تأثر بالرابطة بين الشخص المعزى والضحية (وهذا يدعم فرضية المواساة). الأهم من ذلك، أن الانتماء العفوي يتبع التدرج التعاطفي الموصوف للبشر، حيث يُقدم في الغالب للأقارب، ثم الأصدقاء، ثم المعارف (حُددت هذه الفئات باستخدام معدلات الانتماء بين الأفراد). وبالتالي، قد تكون العزاء في البونوبو ظاهرة قائمة على التعاطف.
أُبلغ عن الحالات التي أعربت فيها قرود البونوبو عن سعادتها. قامت إحدى الدراسات بتحليل وتسجيل الأصوات التي يصدرها البشر والبونوبو عند دغدغتهم.  على الرغم من أن ضحكة البونوبو كانت عالية التردد، فقد وجد أن الضحك يتبع نمطًا طيفيًا مشابهًا لنمط الأطفال الرضع. 

## التوزيع والموئل
عُثر على بونوبو فقط جنوب نهر الكونغو وشمال نهر كاساي (أحد روافد الكونغو)،  في الغابات الرطبة في جمهورية الكونغو الديمقراطية. قُرأت ورقة إرنست شوارتز عام 1927 بعنوان " شمبانزي نهر الكونغو "، والتي أعلن فيها اكتشافه، على أنها ارتباط بين الضفة اليسرى الباريسية والضفة اليسرى لنهر الكونغو. الثقافة البوهيمية في باريس، والقرد غير التقليدي في الكونغو.  يفصل نهر الكونغو بين سلاسل قرود البونوبو والشمبانزي، ويعيش البونوبو في الجنوب والشمبانزي في الشمال.

## الدور البيئي
في الغابات الاستوائية المطيرة في الكونغو، تحتاج الغالبية العظمى من النباتات إلى الحيوانات لتكاثر بذورها ونشرها.  تعتبر البونوبو ثاني أكبر حيوان آكل للحيوانات في هذه المنطقة بعد الأفيال. تشير التقديرات إلى أنه خلال فترة حياتها، ستبتلع كل قرود بونوبو وتشتت تسعة أطنان من البذور، من أكثر من 91 نوعًا من الليانا والعشب والأشجار والشجيرات. تسافر هذه البذور لمدة 24 ساعة تقريبًا في الجهاز الهضمي للبونوبو، والتي يمكن أن تنقلها على مدى عدة كيلومترات (متوسط 1.3 كيلومتر ؛ الحد الأقصى: 4.5 كيلومتر)، بعيدًا عن والديها، حيث ستترسب سليمة في برازها. تظل هذه البذور المتناثرة قابلة للحياة، وتنبت نباتًا أفضلَ وأسرع من البذور غير المسبوقة.  بالنسبة لتلك البذور، ثنائية القرون مع خنافس الروث يحسن البقاء على قيد الحياة بعد التشتت. 
قد تعتمد بعض النباتات مثل الدياليوم على قرود البونوبو لتنشيط إنبات بذورها، التي تتميز بالسكون.  توجد المعلمات الأولى لفعالية تشتت البذور بواسطة قرود البونوبو. يمكن أن يؤثر سلوك البونوبو على التركيب السكاني للنباتات التي تتشتت بذورها. لا يمكن أن تجند غالبية هذه النباتات التي تعيش في حدائق الحيوان دون تشتت والبنية المكانية المتجانسة للأشجار تشير إلى وجود صلة مباشرة مع عامل التشتت الخاص بهم. قليل من الأنواع يمكن أن تحل محل قرود البونوبو من حيث خدمات نثر البذور، تمامًا كما لم تستطع قرود البونوبو أن تحل محل الأفيال. هناك القليل من التكرار الوظيفي بين الثدييات الآكلة للحيوانات في الكونغو، والتي تواجه ضغوطًا شديدة من الصيد البشري والانقراض المحلي. تشوه الغابات، مما يؤدي إلى متلازمة الغابة الفارغة، أمر بالغ الأهمية في بيولوجيا الحفظ. اختفاء قرود البونوبو، التي تنشر بذور 40٪ من أنواع الأشجار في هذه الغابات، أو 11.6 مليون بذرة فردية خلال حياة كل بونوبو، سيكون له عواقب على الحفاظ على غابات الكونغو المطيرة. 

## حالة الحفظ

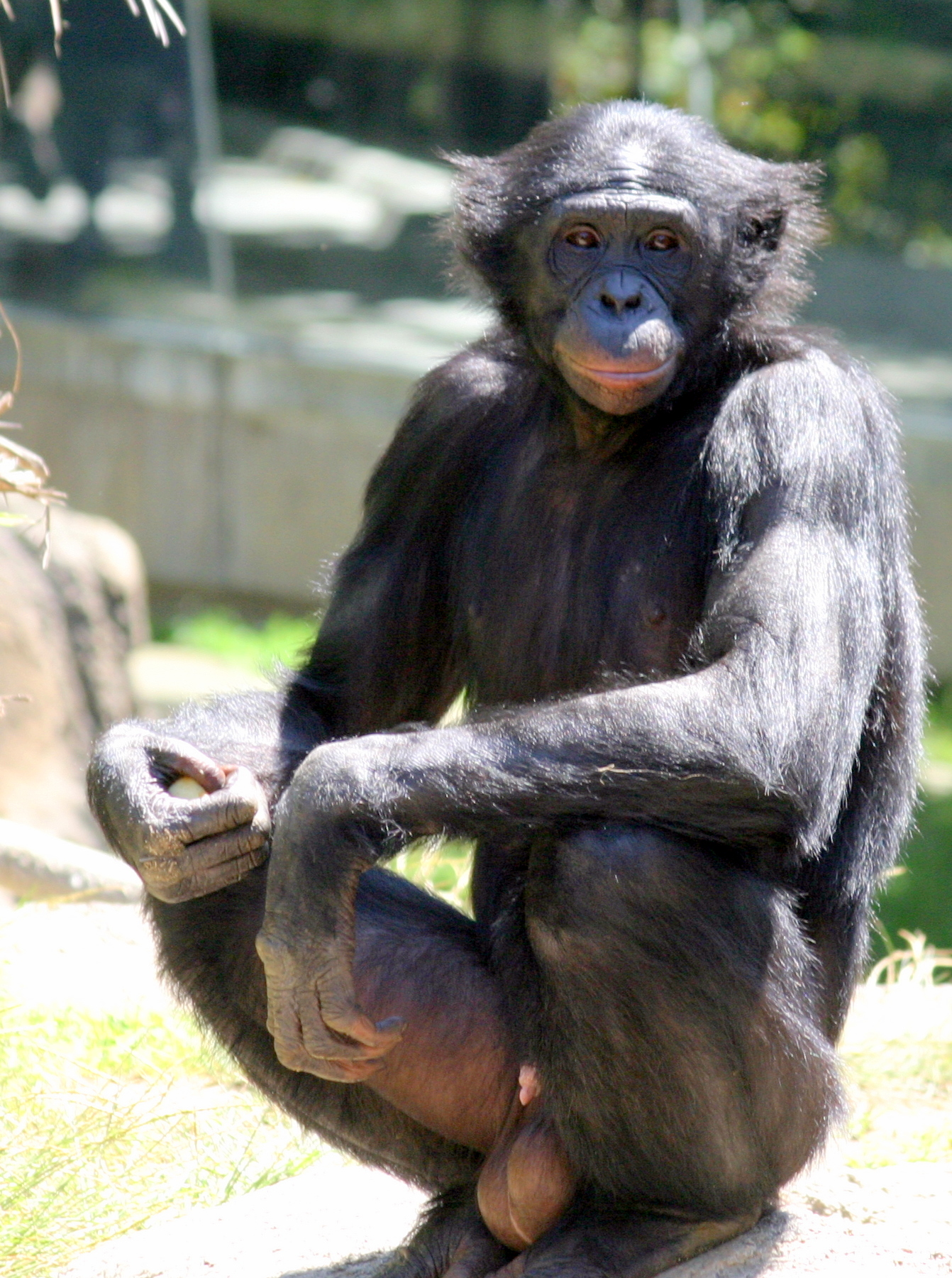
بونوبو "جونيور" في حديقة حيوان سان دييغو 2003.

تصنف القائمة الحمراء للاتحاد الدولي لحفظ الطبيعة قرود البونوبو على أنها من الأنواع المهددة بالانقراض، حيث تتراوح تقديرات السكان المتحفظة من 29500 إلى 50000 فرد.  تشمل التهديدات الرئيسية لسكان البونوبو فقدان الموائل والبحث عن لحوم الطرائد، وقد زاد النشاط الأخير بشكل كبير خلال حربي الكونغو الأولى والثانية في جمهورية الكونغو الديمقراطية، بسبب وجود مليشيات مدججة بالسلاح (حتى في المناطق النائية، " المحمية "مثل منتزه سالونجا الوطني ). هذا جزء من اتجاه أكثر عمومية لانقراض القرود.
نظرًا لأن موطن قرود البونوبو مشترك مع العديد من الأشخاص، فإن النجاح النهائي لجهود الحفظ لا يزال يعتمد على المشاركة المحلية والمجتمعية. قضية المتنزهات مقابل الناس  هي قضية بارزة في كوفيت سنترال، ضمن نطاق قرود البونوبو. هناك مقاومة قوية محلية وواسعة النطاق للكونغوليين لإنشاء المتنزهات الوطنية، حيث طُردت مجتمعات السكان الأصليين في السابق من منازلهم الحرجية من خلال تشكيل المتنزهات. في منتزه سالونجا الوطني (الحديقة الوطنية الوحيدة في موطن البونوبو)، لا توجد مشاركة محلية، وتشير الدراسات الاستقصائية التي أجريت منذ عام 2000 إلى أن البونوبو وفيل الغابات الأفريقي والأوكابي والأنواع النادرة الأخرى قد دمرها الصيادونوتجارة لحوم الطرائد المزدهرة.  على النقيض من ذلك، توجد مناطق لا يزال فيها البونوبو والتنوع البيولوجي البيئي يزدهر بدون أي حدود منتزه، وذلك بسبب المعتقدات / المحرمات الأصلية ضد قتل قرود البونوبو والحيوانات الأخرى.
خلال الحروب في التسعينيات، طُرد الباحثين والمنظمات غير الحكومية الدولية من موطن البونوبو. في عام 2002، أطلقت مبادرة حفظ بونوبو مشروع غابة السلام في بونوبو (بدعم من الصندوق العالمي للحفظ التابع لمنظمة الحفظ الدولية )، بالتعاون مع المؤسسات الوطنية والمنظمات غير الحكومية المحلية والمجتمعات المحلية ؛ يعمل مشروع غابة السلام مع المجتمعات المحلية لإنشاء كوكبة مرتبطة بالمحميات المجتمعية التي يديرها السكان المحليون والأصليون. ساعد هذا النموذج، الذي نُفّذ أساسًا من خلال منظمات جمهورية الكونغو الديمقراطية والمجتمعات المحلية، في إبرام اتفاقيات لحماية أكثر من 50000 ميل مربع (130،000 كيلومتر مربع )) من موطن البونوبو. وفقًا لأمي باريش، فإن غابة بونوبو للسلام "ستكون نموذجًا للحفظ في القرن الحادي والعشرين". 
تقع مدينة ميناء باسانكوسو على نهر لولونجا، عند التقاء نهري لوبوري ومارينغا، في شمال البلاد، مما يجعلها في وضع جيد لاستقبال ونقل البضائع المحلية إلى مدينتي مبانداكا وكينشاسا . مع كون باسانكوسو آخر ميناء جوهري قبل البرية في حوض لوبوري ونهر لوماكو - معقل البونوبو - تستخدم جهود الحفاظ على البونوبو  المدينة كقاعدة. 
في عام 1995، أدى القلق بشأن انخفاض أعداد قرود البونوبو في البرية إلى قيام جمعية علم الحيوان في ميلووكي، في ميلووكي، ويسكونسن، مع مساهمات من علماء البونوبو في جميع أنحاء العالم، بنشر خطة عمل عموم عموم : تقرير عن النطاق الحر السكان ومقترحات للمحافظة عليهم. تجمع خطة العمل بيانات السكان عن قرود البونوبو من 20 عامًا من البحث الذي أُجري في مواقع مختلفة في جميع أنحاء نطاق البونوبو. تحدد الخطة الإجراءات ذات الأولوية للحفاظ على البونوبو وتعمل كمرجع لتطوير برامج الحفظ للباحثين والمسؤولين الحكوميين والوكالات المانحة.
بناءً على توصيات خطة العمل، طورت جمعية علم الحيوان في ميلووكي مبادرة التنوع البيولوجي في بونوبو والكونغو. يتضمن هذا البرنامج الحفاظ على الموائل والغابات المطيرة، وتدريب المواطنين الكونغوليين ومؤسسات الحفظ، وتقييم الأحياء البرية ورصدها، والتعليم. أجرت جمعية علم الحيوان في ميلووكي مسوحات إقليمية في نطاق البونوبو بالتزامن مع تدريب الباحثين الكونغوليين على منهجية المسح ورصد التنوع البيولوجي. كان الهدف الأولي لـ جمعية علم الحيوان في ميلووكي هو مسح حديقة سالونجا الوطنية لتحديد حالة الحفاظ على البونوبو داخل المتنزه وتقديم المساعدة المالية والتقنية لتعزيز حماية المتنزه. مع تطور المشروع، أصبحت جمعية علم الحيوان في ميلووكي أكثر انخراطًا في مساعدة الكونغوليين الذين يعيشون في موطن البونوبو. لقد بنوا المدارس، وظفوا المعلمين، وقدموا بعض الأدوية،
من خلال المنح المقدمة من الأمم المتحدة والوكالة الأمريكية للتنمية الدولية والسفارة الأمريكية والصندوق العالمي للحياة البرية والعديد من المجموعات والأفراد الآخرين، تعمل جمعية علم الحيوان في ميلووكي أيضًا من أجل:
- قم بمسح سكان البونوبو وموائلها لإيجاد طرق للمساعدة في حماية هذه القردة
- وضع تدابير لمكافحة الصيد غير المشروع للمساعدة في إنقاذ القردة وفيلة الغابات وغيرها من الحيوانات المهددة بالانقراض في منتزه سالونجا الوطني في الكونغو، أحد مواقع التراث العالمي للأمم المتحدة
- توفير التدريب، وتعليم محو الأمية، والتقنيات الزراعية، والمدارس، والمعدات، والوظائف للكونغوليين الذين يعيشون بالقرب من موائل البونوبو حتى يكون لديهم مصلحة راسخة في حماية القردة العليا - بدأت جمعية علم الحيوان في ميلووكي مشروعًا زراعيًا لمساعدة الكونغوليين على تعلم زراعة المحاصيل و تعتمد اعتمادًا أقل على صيد الحيوانات البرية.
- نموذج لطرق الحفظ الصغيرة التي يمكن استخدامها في جميع أنحاء الكونغو

ابتداء من عام 2003، خصصت حكومة الولايات المتحدة 54 مليون دولار لشراكة غابات حوض الكونغو. أدى هذا الاستثمار الكبير إلى مشاركة المنظمات غير الحكومية الدولية لإنشاء قواعد في المنطقة والعمل على تطوير برامج الحفاظ على البونوبو. ينبغي أن تعمل هذه المبادرة على تحسين احتمالية بقاء البونوبو، ولكن نجاحها لا يزال يعتمد على بناء قدر أكبر من المشاركة والقدرة في المجتمعات المحلية والأصلية. 
يُعتقد أن أعداد البونوبو قد انخفضت انخفاضًا حاد في الثلاثين عامًا الماضية، على الرغم من صعوبة إجراء الدراسات الاستقصائية في وسط الكونغو الذي مزقته الحرب. تتراوح التقديرات من 60.000 إلى أقل من 50000 شخص، وفقًا للصندوق العالمي للحياة البرية.
بالإضافة إلى ذلك، تناولت الجهات المعنية الأزمة في العديد من المواقع العلمية والبيئية. تحاول منظمات مثل الصندوق العالمي للطبيعة، و مؤسسة الحياة البرية الإفريقية، وغيرهما، تركيز الانتباه على المخاطر الشديدة التي تتعرض لها الأنواع. اقترح البعض إنشاء محمية في جزء أكثر استقرارًا من إفريقيا، أو في جزيرة في مكان مثل إندونيسيا. يتزايد الوعي باستمرار، وحتى المواقع غير العلمية أو البيئية أنشأت مجموعات مختلفة لجمع التبرعات للمساعدة في الحفاظ على هذا النوع.

## التهجين مع الشمبانزي
وجد الباحثون أن كلا من الشمبانزي المركزي ( Pan troglodytes troglodytes ) والشمبانزي الشرقي ( Pan troglodytes schweinfurthii ) يتشاركان في مواد وراثية مع البونوبو أكثر من سلالات الشمبانزي الأخرى.  يُعتقد أن الاختلاط الجيني قد حدث مرتين على الأقل خلال الـ 550.000 سنة الماضية.  في العصر الحديث، يُمنع التهجين بين قرود البونوبو والشمبانزي في البرية حيث أن التجمعات متشابهة وتُعزل على جوانب مختلفة من نهر الكونغو. 
سُجّل الهجينة بين البونوبو والشمبانزي في الأسر. بين عامي 1990 و 1992، صُوّرت خمس حالات حمل ودراستها بين ذكر البونوبو واثنين من إناث الشمبانزي. أُجهضت الحملتين الأوليين بسبب الضغوط البيئية. ومع ذلك، أدت حالات الحمل الثلاثة التالية إلى ولادة ثلاثة ذرية هجينة. 
ظهر أيضًا هجين من البونوبو والشمبانزي يُدعى Tiby في الفيلم السويدي لعام 2017 The Square . 